# Caldas
Caldas es uno de los treinta y dos departamentos que forman la República de Colombia. Su capital es Manizales. Está ubicado en el centro del país, en la región andina. Con 7888 km² es el quinto departamento menos extenso —por delante de Risaralda, Atlántico, Quindío y San Andrés y Providencia, el menos extenso— y con 125 hab/km², el sexto más densamente poblado, por detrás de San Andrés y Providencia, Atlántico, Quindío, Risaralda y Valle del Cauca.
Pertenece al eje cafetero y a la región Paisa. Fue creado en 1905, fruto de la reforma a la división político-administrativa propuesta por el general Rafael Reyes Prieto, quien asumió la presidencia en 1904. Hasta 1966 comprendió los territorios que ocupan los departamentos de Risaralda y Quindío, que se segregaron. A esta unión se le conoce popularmente como El Viejo Caldas, El Gran Caldas o La Mariposa Verde.
En este departamento es posible encontrar todos los pisos térmicos, desde los cálidos valles del río Magdalena y el río Cauca hasta las nieves perpetuas del volcán nevado del Ruiz. Predomina la topografía montañosa. Según un estudio de la Universidad del Rosario, en 2014 Caldas fue el tercer departamento más competitivo de Colombia solo superado por Bogotá y Antioquia.

## Toponimia

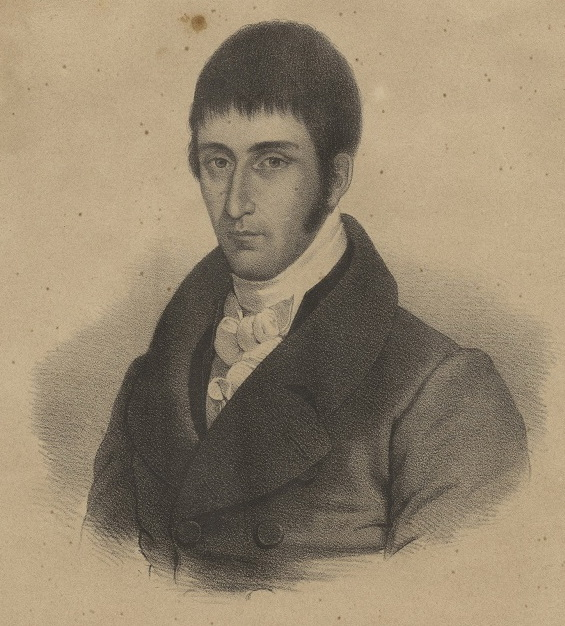
Francisco José de Caldas.

El nombre del departamento hace honor al científico y patriota colombiano Francisco José de Caldas (1768 - 1816) quien, en su lucha por la independencia de la Nueva Granada fue fusilado por el ejército realista el 28 de octubre de 1816.
Cuando se decidió crear el departamento, hubo desacuerdo en el Congreso de la República. Definidos los límites, el departamento ocuparía una parte de Antioquia y otra parte de Cauca en partes iguales 50 por ciento cada uno. En 1909 se le anexó el territorio correspondiente al departamento del Quindío, que era territorio caucano.

## Historia

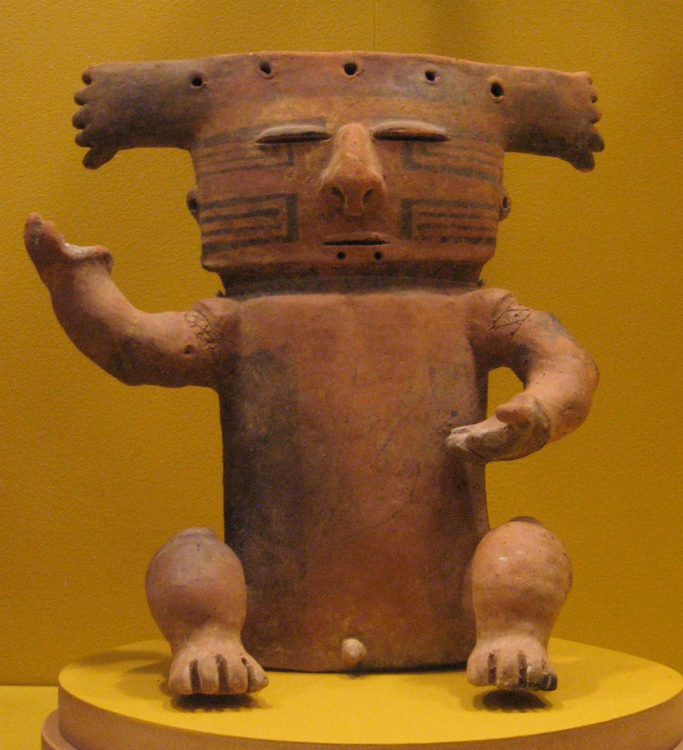
Cerámica precolombina.

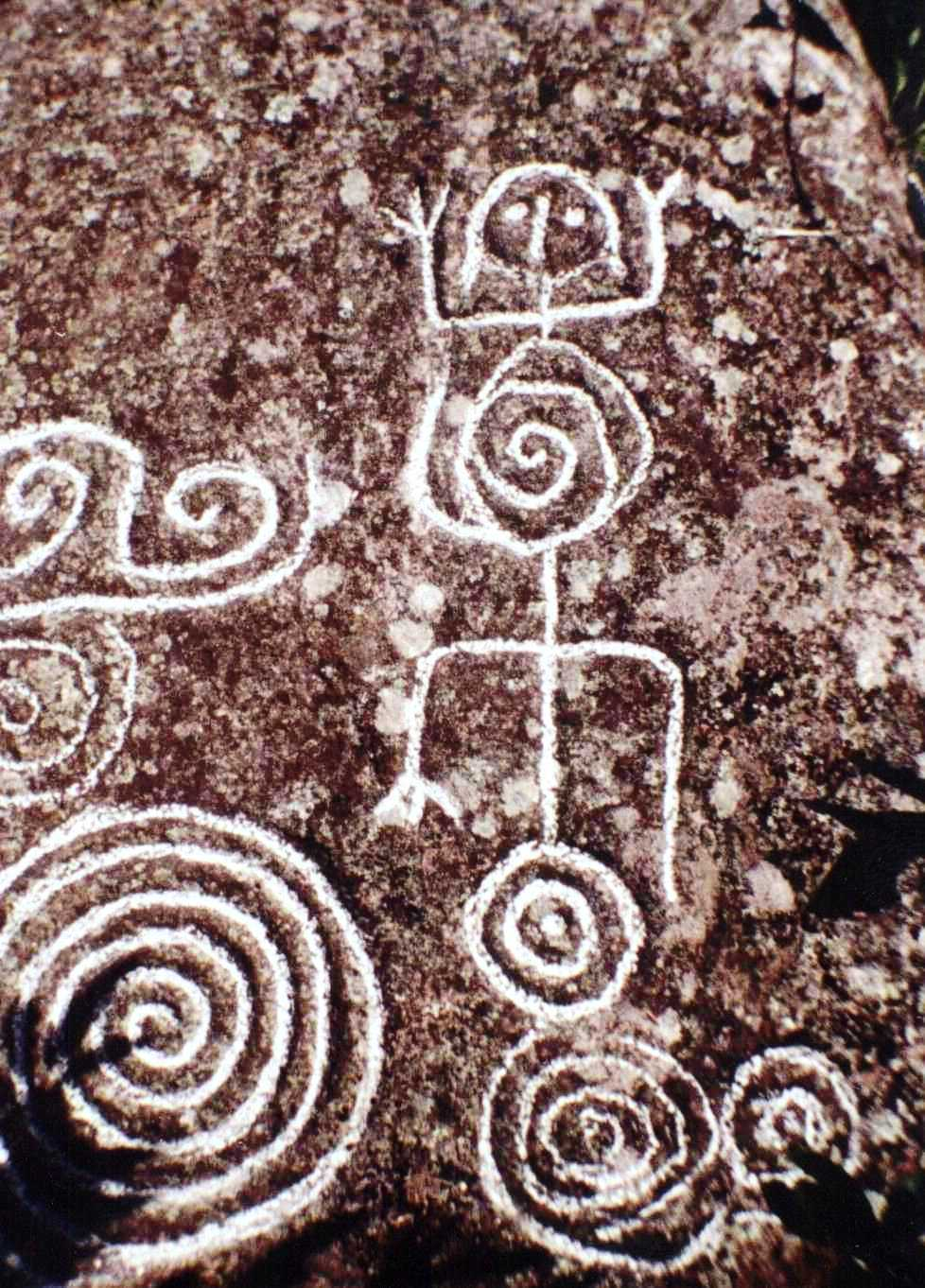
Petroglifos indígenas en Marquetalia.

### Época precolombina
Antes de la llegada de los españoles a territorio caldense, varias comunidades indígenas subsistían, en cacicazgos distribuidos por toda la región, sobre todo en las montañas cercanas al río Cauca, debido a la mejor calidad de suelos.
En el norte, los Armados vivían en esta zona al igual que los Pozos y los Paucuras; los Pícaras y los Carrapas ocupaban vastas zonas del norte y también en los municipios de Neira, La Merced y Filadelfia, en el occidente, habitaron los Cartamas, los Ansermas subdivididas en muchas tribus, éstos vivían desde el suroeste de Antioquia hasta el norte del Valle del Cauca.
Del mismo modo al oriente, las tribus indígenas eran menos numerosas y por tanto menos reconocidas, algunas de ellas eran los Marquetones y los Pantágoras, los cuales también habitaban en lo que actualmente se conoce como el Magdalena caldense, junto a los Palenques y en el centrosur del departamento vivió la cultura indígena más desarrollada de lo que actualmente se conoce como el Eje Cafetero, los Quimbayas, quienes fueron famosos por su producción de piezas de oro de alta calidad y belleza, reconocidos tanto nacional como internacionalmente por sus esculturas.

### SiglosXVIyXVII

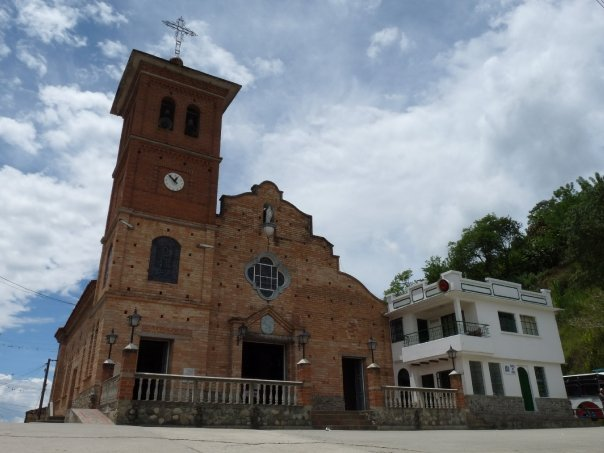
Santiago de Arma (Aguadas), uno de los primeros asentamientos españoles en Caldas.

Cuando Jorge Robledo entró en el territorio caldense, Titirama y Pimarucua fueron los primeros caciques con quienes tuvo contacto en las faldas del río Pozo, los cuales se encontraban en sus sementares provistas de armas, fue por el hecho de haber herido mortalmente a Robledo que los conquistadores le declararon la guerra a muerte a los indígenas cometiendo crueldades en esta provincia, Marmato fue descubierto en el año de 1536 por los soldados que bajo la orden del conquistador español Sebastián de Belalcázar, se encontraban a cargo del mariscal Jorge Robledo. En 1538 el conquistador Juan Badillo y sus soldados reconocieron el territorio pero al parecer no se animaron a permanecer en la región debido a que sus pobladores aborígenes (los Cartamas) se encontraban en pie de guerra, el 15 de agosto de 1539 Robledo funda Anserma, el conquistador Sebastián de Belalcázar, le ordena al capitán Miguel López Muñoz fundar una villa el 25 de julio de 1542 se funda Santiago de Arma, ofendido con el Mariscal Jorge Robledo al que persigue y acosa. Miguel López fue encargado por Sebastián de Belalcázar en territorios de los aborígenes Concuyes o Armas que pocos años antes ya había descubierto Jorge Robledo, dicha delegación no era con el criterio de levantar un pueblo perdurable, sino más bien como una fuerza militar desde la cual tratarían de someter a las tribus vecinas. Robledo tras su incursión a territorio caldense, exterminó varias tribus indígenas y fundó colonias dando comienzo a una nueva era en el departamento.
La conquista española del territorio de los Quimbayas comenzó en 1539 y sometió a los indígenas al servicio de los encomenderos. En 1542 se produjo la primera rebelión quimbaya y en 1577 la segunda, que llegó a adquirir mayores dimensiones. Derrotadas éstas se produjo una continuada disminución de la población quimbaya, de manera que para 1559 ya había desaparecido por lo menos el 55% de los cacicazgos. Los trabajos forzados, la desnutrición, las enfermedades y finalmente la guerra de los Pijaos contra los españoles, de la que fueron víctimas, terminaron de diezmarlos, de manera que el último censo de los Quimbayas, en 1628, registró apenas 69 tributarios, en una zona donde en 1539 se registraron 20 000.

### SigloXIX
La historia del departamento de Caldas está bastante ligada a la génesis de la Región paisa en general en lo que tiene que ver con el tiempo de conquista, colonia y el siglo XIX de las primeras repúblicas.
Las reservas auríferas atrajo bien pronto a los conquistadores españoles, pero el territorio entraría en su apogeo durante la llamada colonización antioqueña (siglo XIX), en plena consolidación republicana después de la independencia, que se movería hacia el sur ampliando los límites del entonces llamado Estado Soberano de Antioquia.
En 1849 se fundó la población de Manizales, fue nombrada posteriormente, sede de la administración departamental en cuanto este fue creado.
Cuando se preparaba la creación de la Confederación Granadina en 1858, el presidente Mariano Ospina Rodríguez, quien había sido gobernador del Estado Soberano de Antioquia, planteó, por primera vez, la idea de crear un nuevo departamento en el sur del antioqueño. Sin embargo la idea no tuvo acogida. Nuevamente lo propuso en 1888, con el nombre de Departamento de Sur con Manizales como su capital. Más tarde, en la Regeneración Conservadora, Rafael Uribe Uribe, apoyado ampliamente por Aquilino Villegas y Daniel Gutiérrez Arango, propuso la creación del Departamento de Córdoba, con capital Manizales.
El nombre de Córdoba tenía la finalidad de rendirle un homenaje al prócer antioqueño. Pero Uribe Uribe fue derrotado con la oposición de las representaciones de Cauca, Antioquia y Cundinamarca, varios ministros del Despacho y la inmensa mayoría conservadora de la Asamblea Nacional Constituyente.

### SigloXX

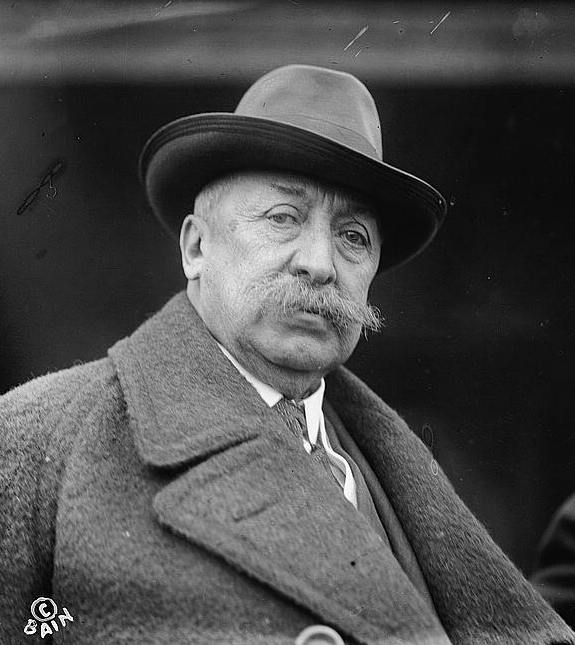
En el gobierno de Rafael Reyes Prieto, se reorganizó geográficamente al país, creando la Ley 17 de 1905 la cual dio origen al Viejo Caldas.

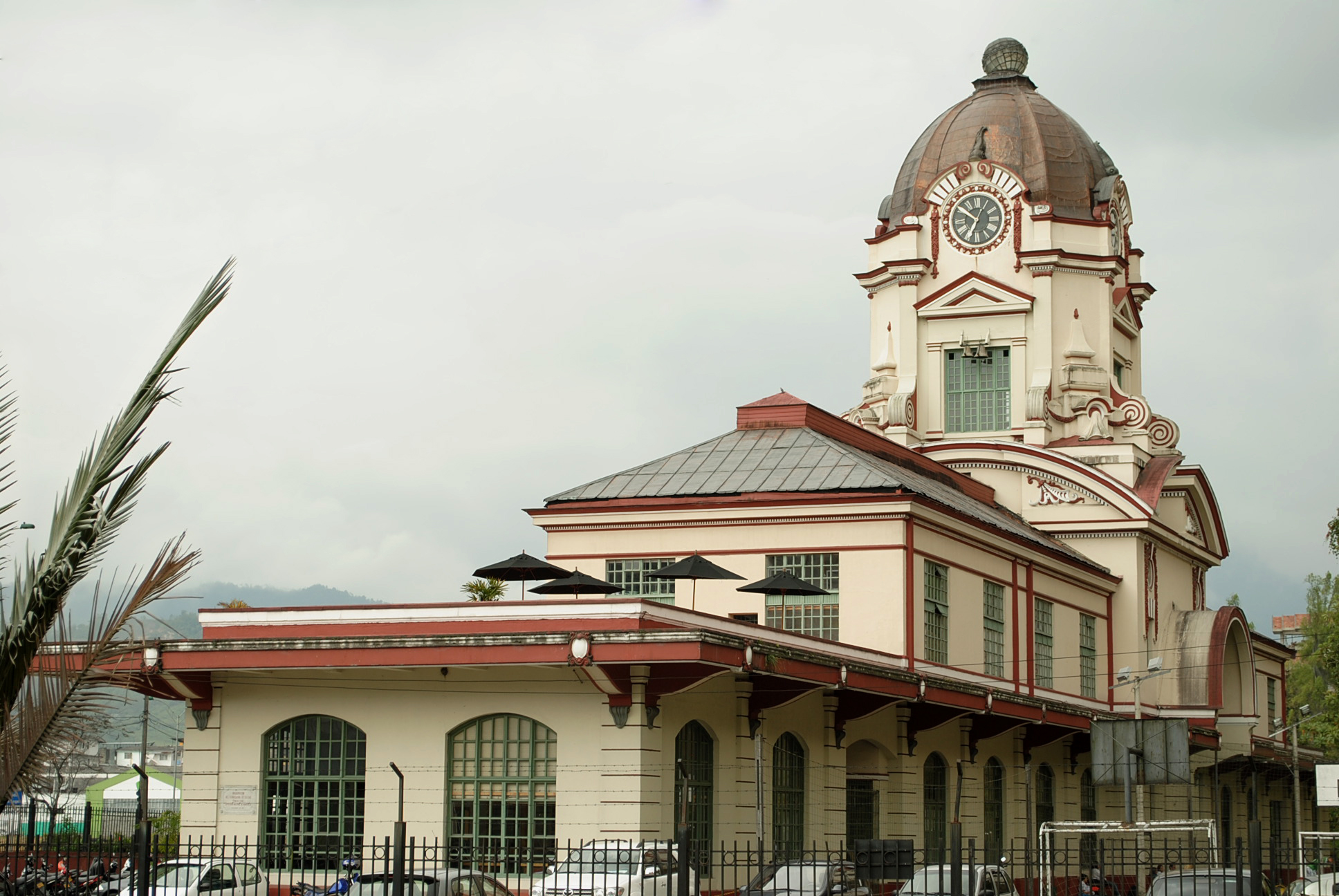
Antigua estación del Ferrocarril (Manizales).

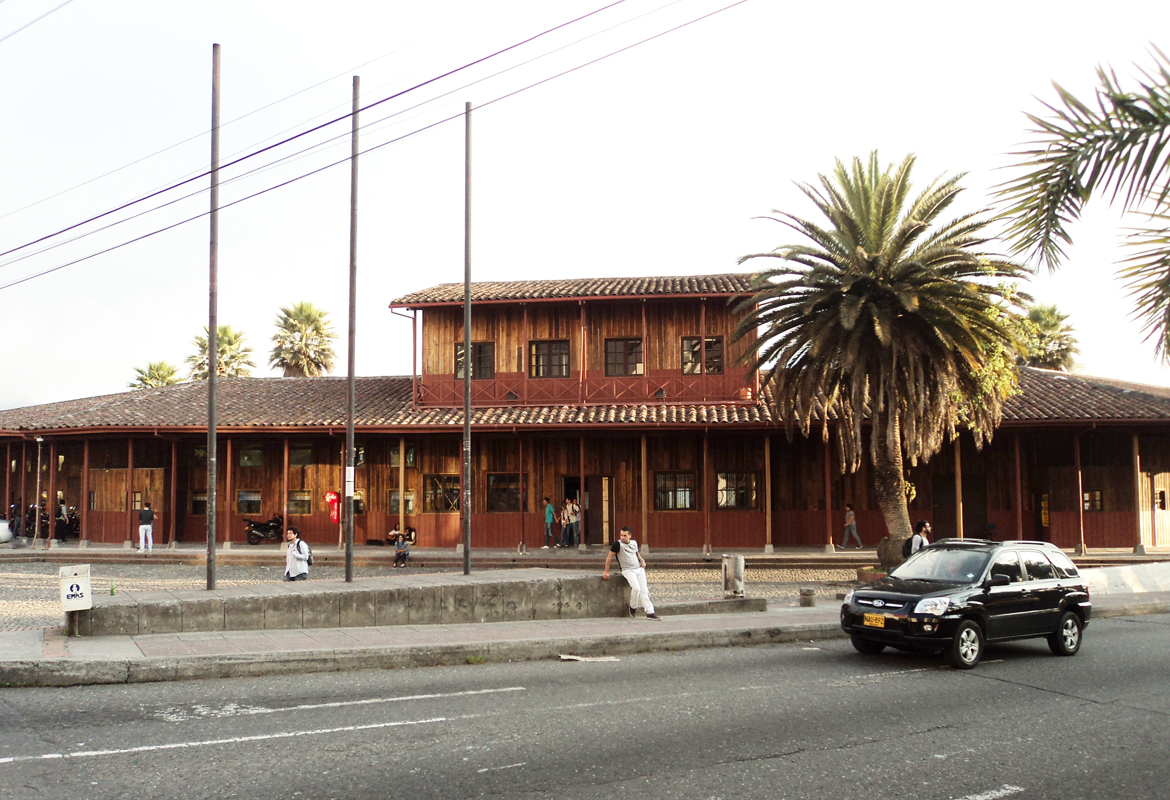
Antigua estación del Cable Aéreo Manizales - Mariquita.

Conformación territorial del Viejo Caldas entre 1905 y 1912.

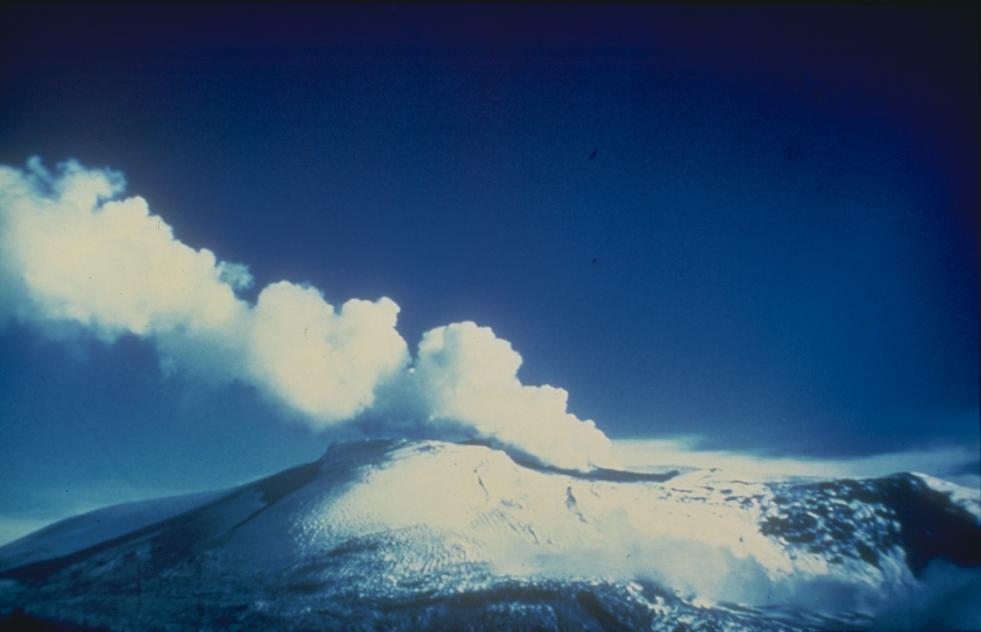
El volcán nevado del Ruiz emanando vapores dos meses antes de la tragedia.

A comienzos del siglo XX, el gobierno de Rafael Reyes Prieto, con la finalidad de debilitar la hegemonía de los antiguos Estados Soberanos, propuso la creación de varios departamentos, entre ellos el de «Los Andes» con capital en Manizales, nombre vetado por algunos miembros de la diputación del Cauca en la Asamblea Nacional Constituyente. Ellos condicionaron su votación afirmativa si se le ponía como nombre el del sabio Francisco José de Caldas, propuesta que se impuso sobre la de los antioqueños que insistían en el nombre del prócer José María Córdova.
Fue así como, según la ley número 17 del 11 de abril de 1905, el artículo 3.º estableció:

Créase el Departamento de Caldas, entre los departamentos de Antioquia y Cauca, cuyo territorio estará delimitado así: El río Arma desde su nacimiento hasta el río Cauca; este aguas arriba hasta la quebrada de Arquía, que es el límite de la provincia de Marmato, por lo límites legales que hoy tienen, como también la Provincia del Sur del Departamento de Antioquia. Parágrafo. La capital de este departamento será la ciudad de Manizales.

De igual manera, por la misma ley, fueron creados los departamentos del Atlántico, Huila, Valle del Cauca y Norte de Santander.
El recién creado departamento carecía de vías de comunicación eficientes, solo contaba con caminos de montaña que iban desde Manizales hasta Honda, donde el café se embarcaba en el río Magdalena; Además de los caminos de herradura distribuidos por todo el departamento, donde el grano de café se cargaba en otros vapores en el río Cauca, debido a que el café se había convertido en el sustento del departamento, por ello desde 1911 los dirigentes caldenses habían señalado la necesidad de construir una ferrovía desde Manizales hasta el río Cauca, de este modo en el mismo año se firmó un contrato en el cual se autorizaba la construcción del ferrocarril; en 1915 comienza la construcción y se ve terminado en 1929 comunicando a las tres crecientes ciudades Manizales, Pereira y Armenia con el resto del país. La llegada del ferrocarril no acabó con los conflictos entre conservadores y liberales los cuales ocasionaron un periodo de corrupción, y de regionalismo intenso, surgiendo grupos de personas que anhelaban la separación de Caldas en Armenia y Pereira, para poder así tener control sobre las decisiones y control de los dineros que financiaban las diferentes obras para el progreso de la región, es así como en 1966 nació el departamento del Quindío y, posteriormente, el de Risaralda.
El 13 de noviembre de 1985 a las 9:09 p. m., volcán nevado del Ruiz hizo erupción tomando por sorpresa no solo a los habitantes de la zona, causando la mayor catástrofe natural de la historia de Colombia, dejando un saldo de más de 23.000 personas muertas en Armero, en el vecino departamento  del Tolima; además, una segunda avalancha mató a cerca de 1800 personas y destruyó 400 casas en Chinchiná.

## Gobierno y política
- Poder Ejecutivo
  - El Gobernador es el encargado de la administración del departamento, es elegido por voto popular, ejerciendo un periodo de cuatro años y quien también nombra su gabinete compuesto por sus secretarios, las cuales son las siguientes.

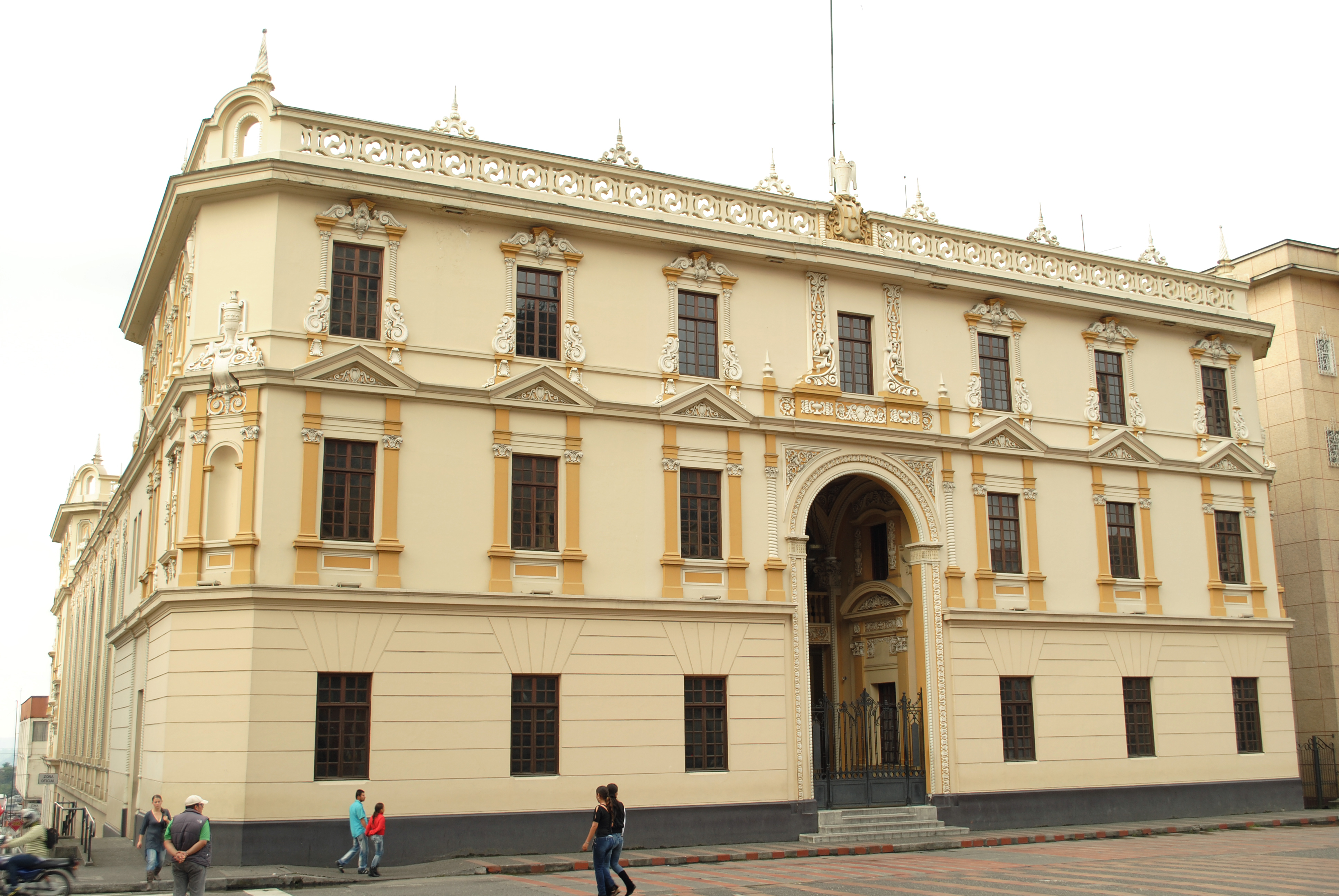
Gobernación de Caldas.

- La Asamblea Departamental de Caldas es una corporación administrativa de elección popular que ejerce el control político sobre los actos del Gobernador, Secretarios de Despacho, Gerentes y Directores de Institutos Descentralizados del orden departamental; no está integrada por no menos de 11 miembros ni más de 31, a los cuales se les da el nombre de diputados quienes tienen un periodo de cuatro años, son elegidos por voto popular y tienen la calidad de servidores públicos pertenecientes a diferentes partidos políticos, la asamblea se encuentra liderada por un presidente, después le siguen dos vicepresidentes, y un secretario general, por último se encuentran los diputados; esta corporación goza de autonomía administrativa y presupuesto propio.
- El departamento se subdivide en municipios, cuya administración está a cargo de un alcalde y un concejo municipal, son elegidos por voto popular y por un periodo de cuatro años.

- Poder Judicial
  - El poder judicial está representado por los tribunales judiciales departamentales y tribunal contencioso administrativo.

- El departamento de Caldas cuenta con 5 curules para la Cámara de Representantes.[11]

| Partido Político       | Nombre Representante         |
| ---------------------- | ---------------------------- |
| Centro Democrático     | Luis Fernando Gómez Betancur |
| Partido Liberal        | José Luis Correa López       |
| Partido de la U        | Oscar Tulio Lizcano González |
| Partido Cambio Radical | Erwin Arias Betancur         |
| Partido Conservador    | Félix Alejandro Chica Correa |

## Organización territorial
El departamento de Caldas cuenta con 27 municipios organizados territorialmente en seis subregiones; en la que se encuentran diversos centros poblados. Los siguientes son los municipios del departamento:
| Alto Occidente - Filadelfia - La Merced - Marmato - Riosucio - Supía | Alto Oriente - Manzanares - Marquetalia - Marulanda - Pensilvania | Bajo Occidente - Anserma - Belalcázar - Risaralda - San José - Viterbo |

| Centrosur - Chinchiná - Manizales - Neira - Palestina - Villamaría | Magdalena caldense - La Dorada - Norcasia - Samaná - Victoria | Norte - Aguadas - Aranzazu - Pácora - Salamina |

## Geografía

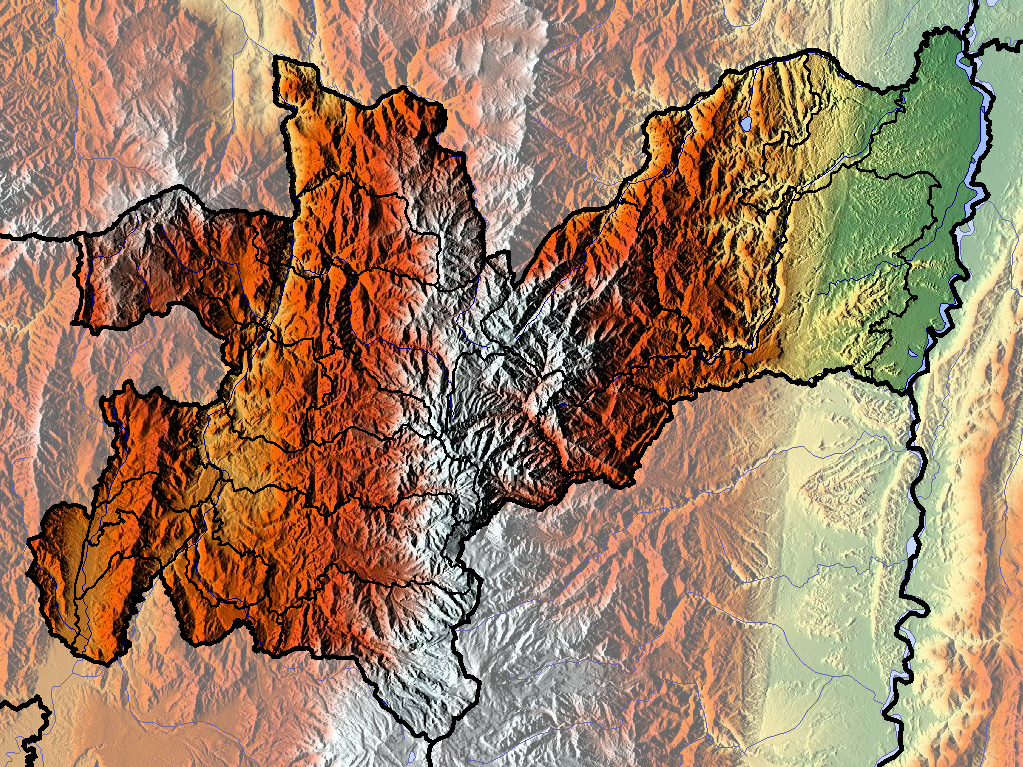
Mapa físico de Caldas.

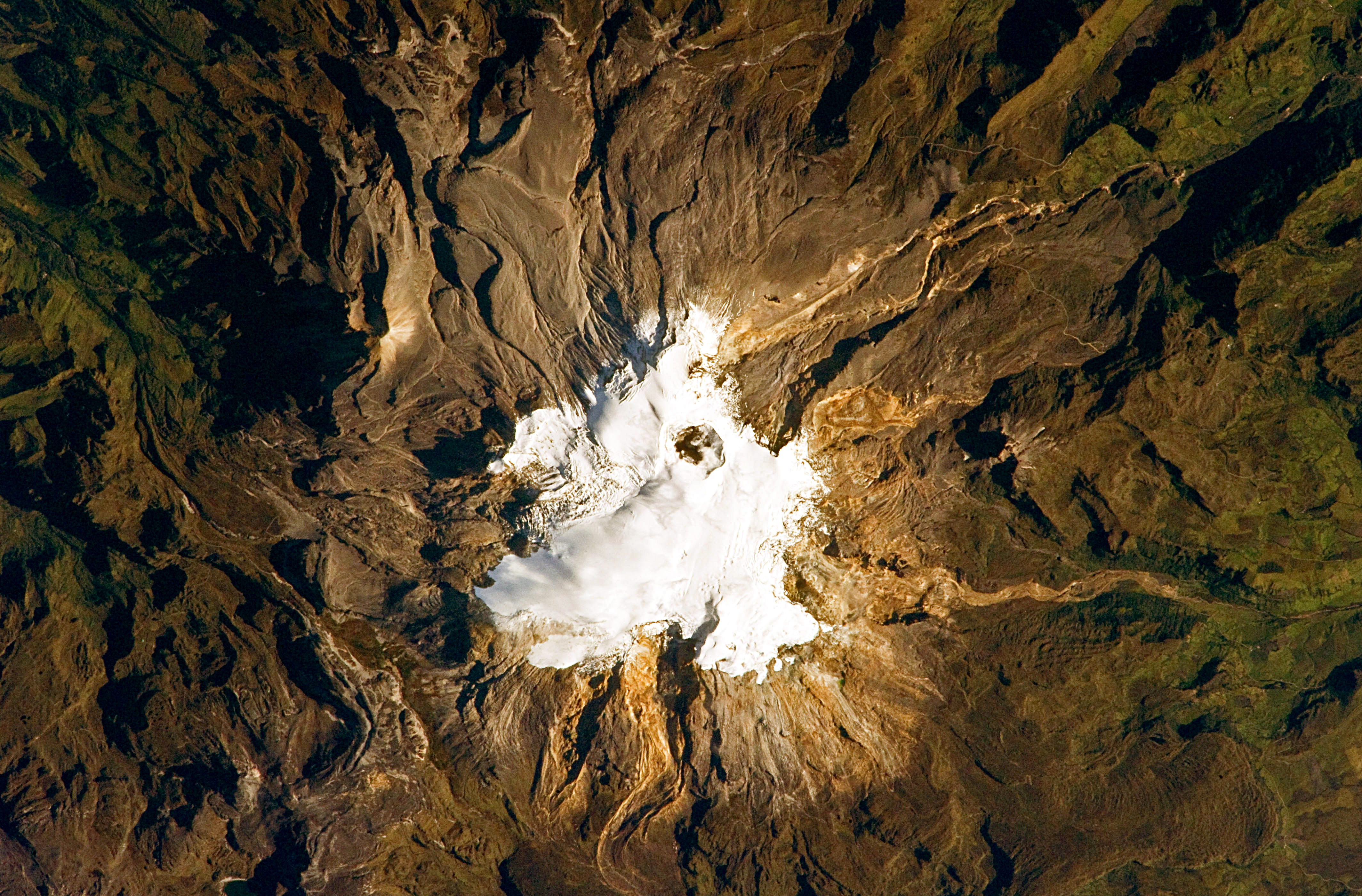
Volcán nevado del Ruiz (vista satelital).

### Relieve
Caldas posee, en proporción a su territorio, el relieve más montañoso del país. Indudablemente marcado por una de las mayores alturas de Colombia, el volcán nevado del Ruiz, con una altitud de 5.400 metros sobre el nivel del mar y que posee el Volcán Arenas y el Nevado el Cisne con una altitud de 5.200 metros sobre el nivel del mar. Ambos conforman además el parque nacional natural Los Nevados, compartido con los departamentos de Risaralda, Quindio y Tolima.
El volcán nevado del Ruiz,  (5400 metros sobre el nivel del mar), descansa imponente y a veces temible, en el territorio cafetero del departamento de Caldas.
El territorio del departamento se ve atravesado en su totalidad por las cordilleras andinas Central y Occidental.
La topografía del departamento está dada entre los 5.400 y 170 m.s.n.m, El nevado del Ruiz es el punto más alto y el municipio de La Dorada el más bajo del departamento, estas alturas también hacen variar grandemente en cuanto a clima y paisajes, no solo hay grandes elevaciones como el de páramo de Letras, el páramo de Sonson y el páramo de San Félix, sino que también se encuentran planicies como las del valle interandino del Magdalena, también en el valle del Risaralda y cañones como el del Cauca.
El departamento pertenece además a la subregión Andina del Eje Cafetero con los departamentos de Risaralda, Quindío el Suroeste Antioqueño y el Norte del Valle del Cauca.
En 2013 se descubrió un nuevo cono volcánico en el municipio de Samaná Caldas. Se ha denominado "El Escondido" por su baja altitud y porque hasta ahora se le consideraba solo una montaña selvática.

### Ubicación
El departamento de Caldas está situado en el centro occidente de la región andina, localizado entre los 5°46′51″ y los 4°48′20″ de latitud norte, y los 74°38′1″ y 75°55′45″ de longitud oeste. Cuenta con una superficie de 7.888 km² lo que representa el 0,69 % del territorio nacional, sus límites son:
| Noroeste: Antioquia (Río Arquia)          | Norte: Antioquia (Río Arma)                                                | Nordeste: Antioquia (Río Samaná Sur) y Boyacá (Río Magdalena) |
| Oeste: Risaralda (Ríos Risaralda y Cauca) |                                                                            | Este: Cundinamarca (Río Magdalena)                            |
| Suroeste: Risaralda (Río Cauca)           | Sur: Límite entre Risaralda y Tolima (Parque nacional natural Los Nevados) | Sureste: Tolima (Ríos Perrillo y Guarinó)                     |

- Antioquia: Comprende todo el norte de Caldas, que va desde el Valle del Magdalena Medio, pasando por la Cordillera Central, el Cañón del Cauca, hasta las estribaciones de la Cordillera Occidental, representada por 19 municipios, 10 de Antioquia (Argelia, Nariño, Sonsón, Abejorral, Santa Bárbara, La Pintada, Valparaíso, Caramanta, Támesis y Jardín) y 9 de Caldas (La Dorada, Norcasia, Samaná, Pensilvania, Salamina, Aguadas, Marmato, Supía y Riosucio).

- Boyacá: Es el límite más pequeño que posee Caldas, al noreste del mismo, encontrándose sobre el río Magdalena, representada solamente por 2 municipios, La Dorada y Puerto Boyacá.

- Cundinamarca: Se encuentra al oriente de Caldas, comprende toda la ribera caldense del río Magdalena, representada por 3 municipios, de los cuales 2 son de Cundinamarca (Puerto Salgar y Guaduas) y La Dorada.

- Tolima: Al sureste de Caldas, va desde el valle del Magdalena Medio, pasando por la cordillera central, hasta llegar al parque natural Los Nevados, está representado por 14 municipios, 7 del Tolima (Honda, Mariquita, Fresno, Herveo, Casabianca, Villahermosa y Murillo) y 7 de Caldas (La Dorada, Victoria, Marquetalia, Manzanares, Marulanda, Manizales y Villamaría).

- Risaralda: Al Oeste y Suroeste, es uno de los límites más importantes y largos que tiene Caldas, representado por el río Cauca y las estribaciones de la cordillera Occidental, se encuentra representado por 18 municipios, 9 de Risaralda (Santa Rosa de Cabal, Marsella, La Virginia, Santuario, Apía, Belén de Umbría, Quinchía, Guática y Mistrató) y 9 de Caldas (Villamaría, Chinchiná, Belalcázar, Viterbo, Risaralda, Anserma, Neira, Filadelfia y Riosucio).

### Hidrografía

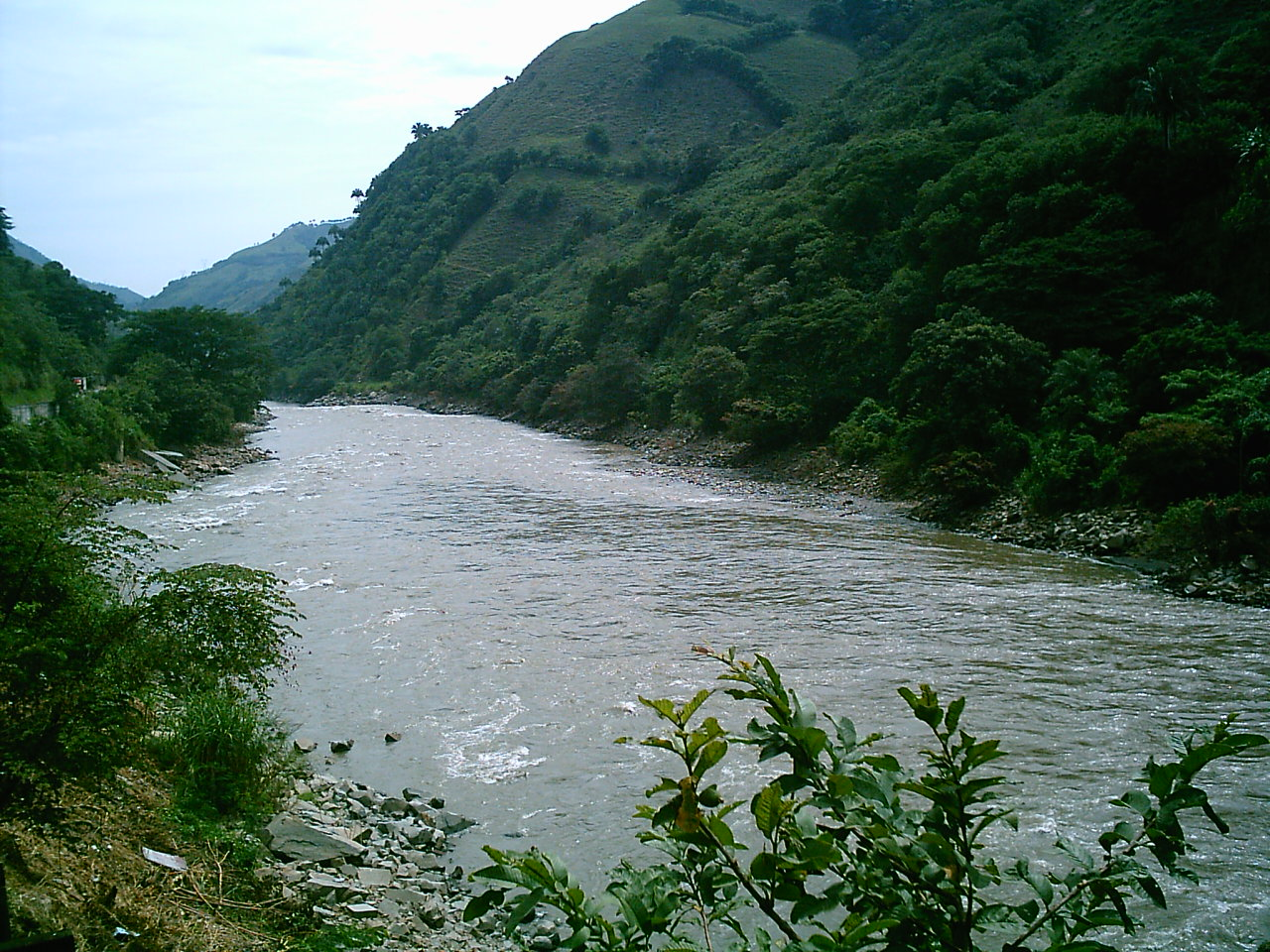
Río Cauca.

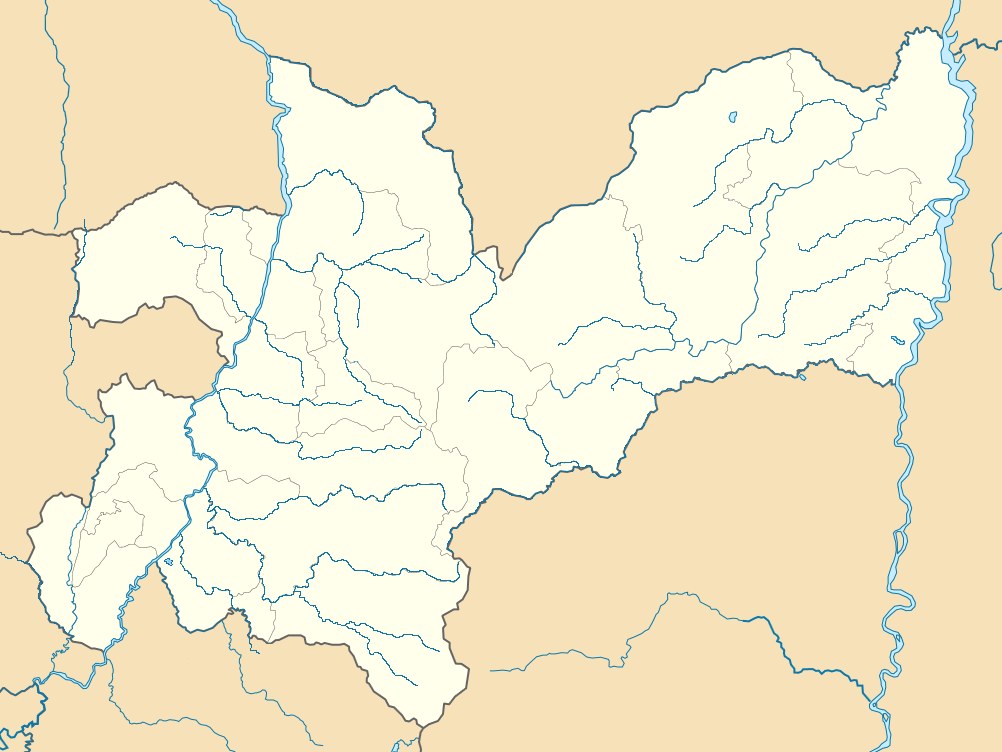
Mapa hidrográfico de Caldas.

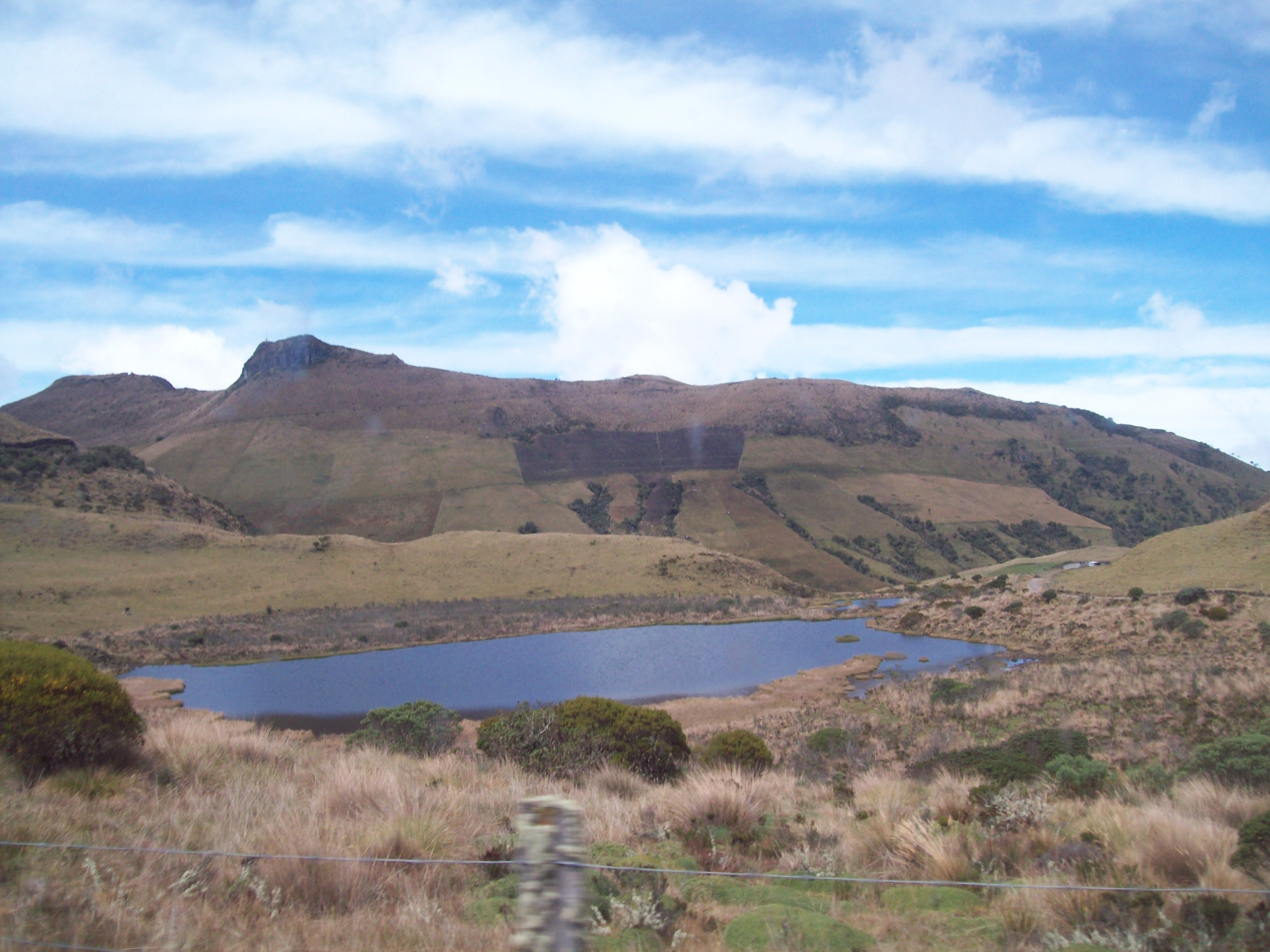
Laguna Negra del parque nacional natural Los Nevados.

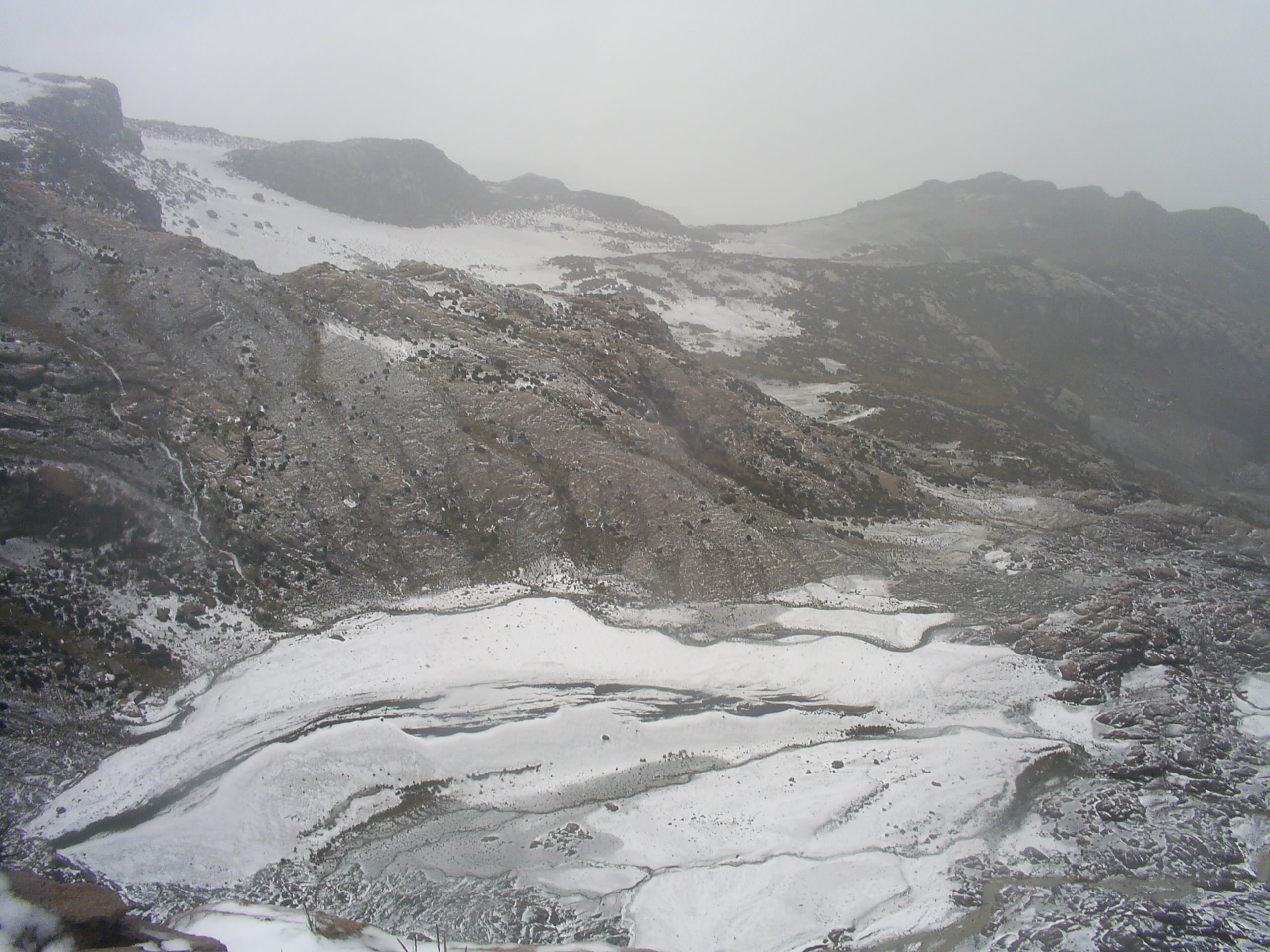
Nacimiento del río Chinchiná en el volcán nevado del Ruiz.

La principal red hidrográfica del departamento está representada en los ríos Magdalena y Cauca, vertientes de las 13 cuencas que conforman el departamento, las más importantes de estas son la de los ríos La Miel y Chinchiná, las más grandes respectivamente y a su vez las más ricas hídricamente, otros ríos importantes y cuencas a la vez son el Arma, Guarinó, Samaná Sur, Pácora, Pozo, Tareas, Tapias, Supía, Risaralda, San Francisco y Campo Alegre. La mayoría de los páramos de la cordillera central y unos pocos de las montañas de la cordillera occidental como los ríos Risaralda y Supía. En Caldas también se encuentran embalses o centrales Hidroeléctricas, La Miel I, es la más importante, entre otras se encuentra La Esmeralda en el municipio de Chinchiná, otros espejos de agua, esta vez naturales son la Laguna de San Diego y la Charca de Guarinocito.

### Clima
La temperatura del departamento de Caldas varía de acuerdo con la altitud y el relieve, alterada por los vientos alisios del noreste y del sureste. Sobre el flanco oriental de la cordillera Central se localizan los sectores más lluviosos, entre los 1200 y 1600 metros de altura, donde la precipitación supera los 3000 mm anuales. Los sectores con menos de 1500 mm anuales se ubican sobre los 3500 m de altura, en el parque nacional natural de los Nevados, que incluye las máximas alturas del departamento. La distribución de los pisos térmicos es cálido el 32% del total del departamento, templado 36%, frío 23% y el piso bioclimático de páramo 9%.

## Biodiversidad

### Fauna y flora
| Fauna y Flora de Caldas                 |                                         |                                                                  |                                               |                                   |                                                    |                                       |
|                                         |                                         |                                                                  |                                               |                                   |                                                    |                                       |
| Mono aullador rojo (Alouatta seniculus) | Orquídeas Pleurothallis (Pleurothallis) | Oso de anteojos (Tremarctos ornatus)                             | Pájaro péndulo (Momotus momota)               | Anolis eulaemus (Anolis eulaemus) | Carpintero de Pecho Punteado (Colaptes punctigula) | Orquídeas Epidendrum (Epidendrum)     |
|                                         |                                         |                                                                  |                                               |                                   |                                                    |                                       |
| Collared Inca (Coeligena torquata)      | Zorro cangrejero (Cerdocyon thous)      | pasiflora perfumada o granadilla de monte (Passiflora vitifolia) | Dendrobates truncatus (Dendrobates truncatus) | Orquídeas Stelis (Stelis)         | Mariposa monarca (Danaus plexippus)                | Mochuelo andino (Glaucidium jardinii) |

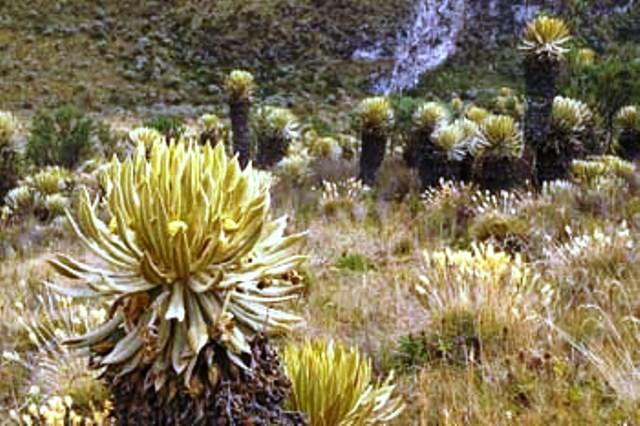
Frailejones en el páramo de los Nevados.

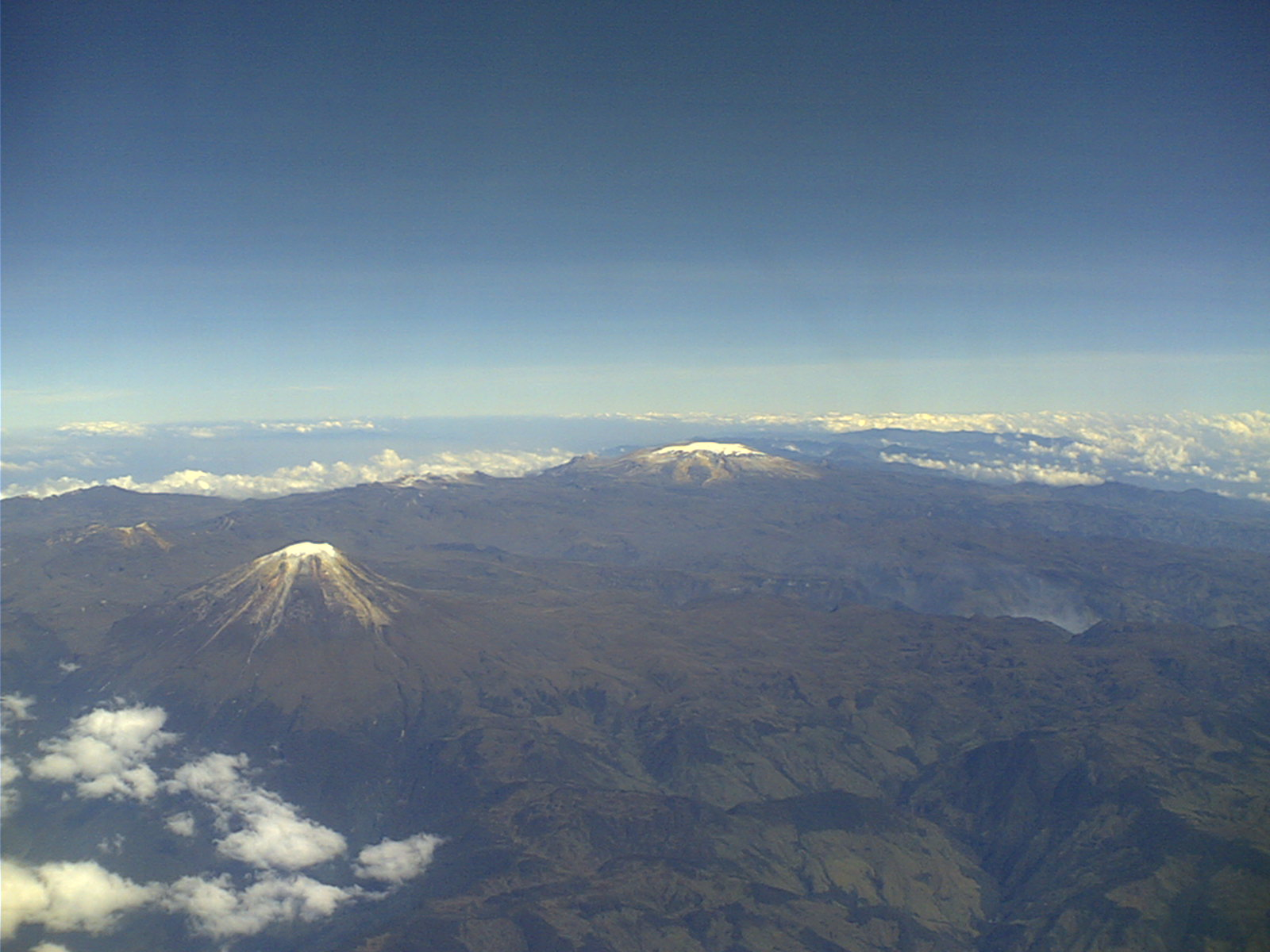
Parque nacional natural Los Nevados.

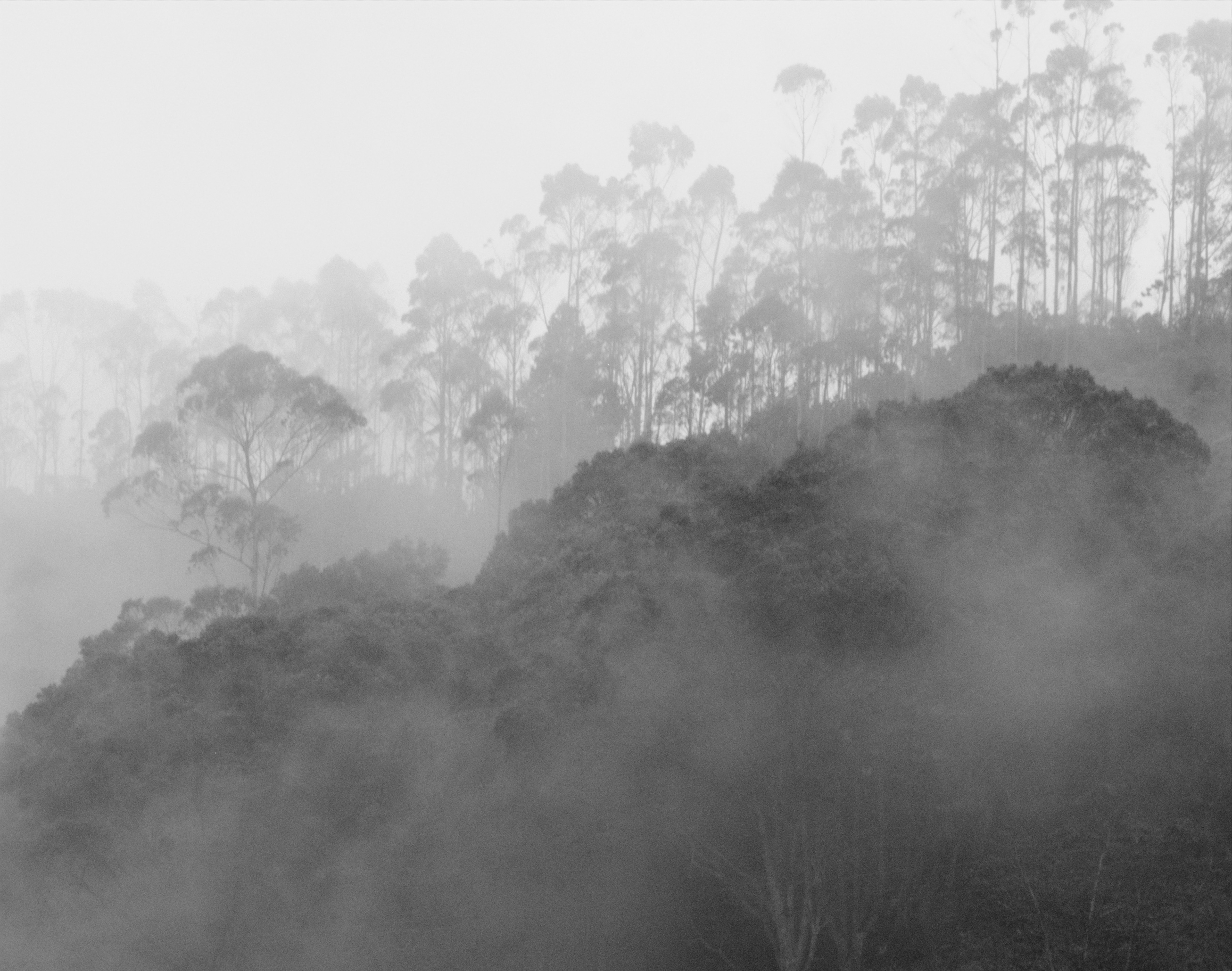
Bosque de niebla andino, frecuente en las reservas de la región

El cóndor de los Andes, los colibríes, el oso de anteojos y la danta son algunas de las especies más destacadas del páramo o de los Nevados, en cambio en bosques de La Dorada y Norcasia, habitan zorros, osos hormigueros, venados y micos aulladores, sin contar con la fauna ganadera de esta región, mientras que en los municipios aledaños a Manizales, como Villamaría, Chinchiná entre otros, cientos de aves invitan a contemplar los hermoso de la región en su mayoría los colibríes.
En cuanto a flora el frailejón, aguaceral o colchón de agua y la loricaria o falso coral en los Nevados y sus páramos aledaños, en el resto del departamento, es el más representativo, además se puede encontrar el pino colombiano, sietecueros, arrayá el cual es el árbol emblema de Manizales, también el Yarumo muy conocido en la ciudad, laurel negro, comino, encenillo, la famosa palma de cera y bosques de guadua, de los cuales extraen y transforman en hermosos productos, estos comprenden o habitan en todos los pisos térmicos estas constituyen partes del patrimonio arbóreo caldense.

### Áreas naturales protegidas

#### Carácter nacional
- Parque nacional natural Los Nevados
- Parque nacional natural Selva de Florencia

#### Carácter regional
- Bosques de la CHEC (Manizales, Villamaria)
- La Marina (Villamaria)
- Torre 4 (Manizales)
- Río Blanco (Manizales)
- Sabinas (Manizales)
- Plan Alto (Manizales)
- El Diamante (Aránzazu)
- Sendero Ecológico Embalse Amani (Samana)
- Tarcará (Aguadas)
- El Popal (Pensilvania)
- La Linda (Pensilvania)
- Distrito de Manejo Integrado Charca de Guarinocito (La Dorada)

## Demografía
| Evolución de la población del departamento de Caldas (1912-2025)                   |
|                                                                                    |
| Población según censo. Población según proyección.Fuente: Statoids. DANE. Caldata. |

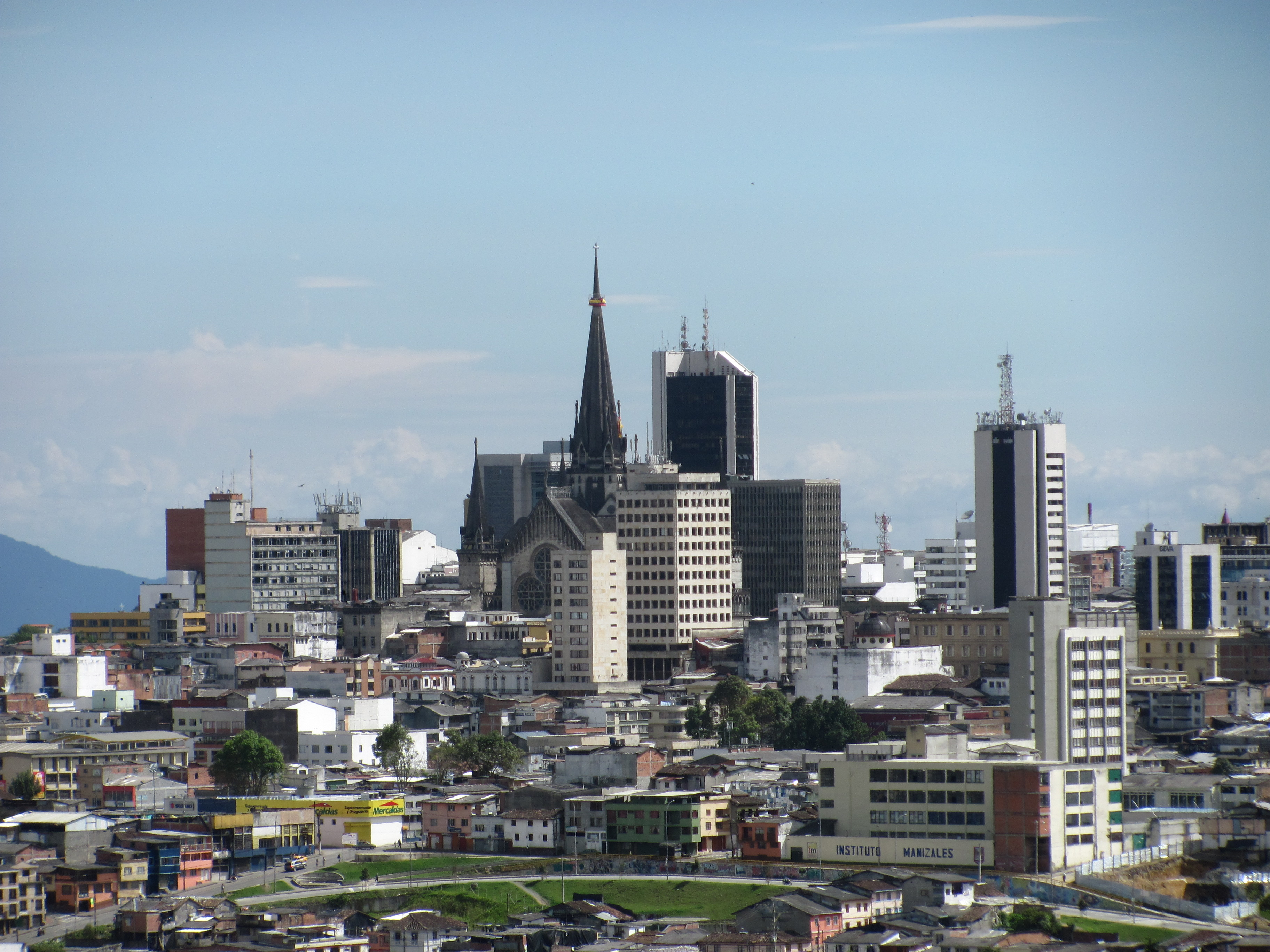
Manizales, capital y municipio más poblado del departamento.

El departamento de Caldas ocupa el puesto 18 en población por departamentos, su subregión más poblada es la Centrosur donde se encuentra la capital Manizales que a su vez es la más poblada de Caldas.
El gentilicio de los oriundos del departamento de Caldas, es caldense (para diferenciarse, el gentilicio de los originarios de la ciudad de Caldas (Antioquia) que es caldeño), también llamados paisas por sus raíces y pertenencia a la región del mismo nombre.
Mayoritariamente la población caldense es mestiza y blanca, los pueblos y asentamientos indígenas ocupan el segundo lugar y por último las comunidades afrodescendientes.

### Etnografía
- Mestizos & blancos (93,16%)
- Amerindios o indígenas (4,29%)
- Negros o afrocolombianos (2,54%)
- Gitanos (0,00%)

### Inmigración
El más reciente censo general de la nación, realizado por el Departamento Administrativo Nacional de Estadística de Colombia (DANE), presenta los siguientes resultados acerca del país de nacimiento de los habitantes del departamento de Caldas:
| N.º        | País           | Población |
| ---------- | -------------- | --------- |
| 1          | Venezuela      | 7 178     |
| 2          | España         | 485       |
| 3          | Estados Unidos | 373       |
| 4          | Ecuador        | 300       |
| 5          | Perú           | 99        |
| 6          | México         | 96        |
| 7          | Panamá         | 91        |
| 8          | Chile          | 78        |
| 9          | Argentina      | 71        |
| 10         | Brasil         | 58        |
| No informa | No informa     | 105       |
| Otros      | Otros          | 491       |
| Total      | Total          | 9 425     |

## Patrimonio

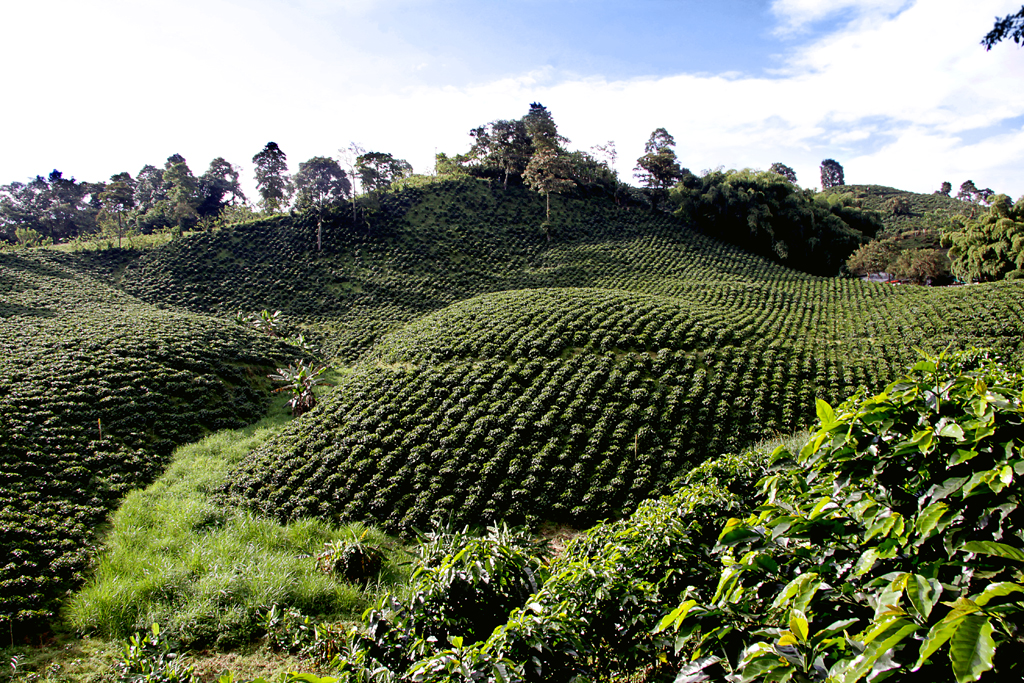
Cafetales en el Eje Cafetero.

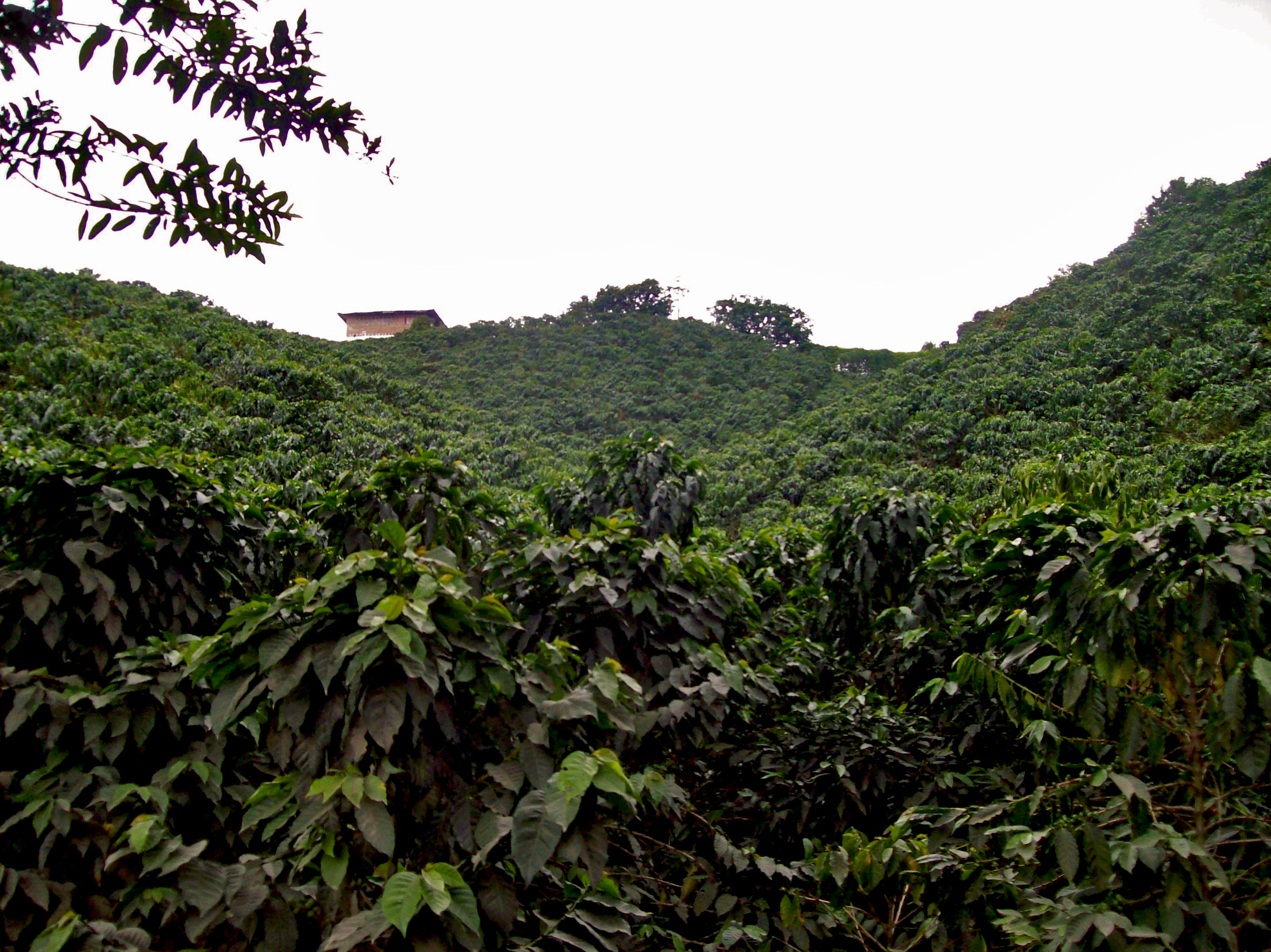
Cafetal en Chinchiná.

La región cafetera de Caldas, Risaralda, Quindío y el Valle del Cauca, fue incluida en la lista del Patrimonio mundial como Paisaje cultural cafetero en el 2011 por el comité de Patrimonio de la Humanidad de la UNESCO, convirtiéndose en un lugar de interés cultural y natural.
Cuenta con un área principal de 141.120ha y un área de amortiguamiento de 207.000ha para un total de 348.120ha; de las cuales 122.715 se encuentran en el departamento de Caldas, un tercio de la extensión total; 51.278ha área principal en 159 veredas y 71.437 área de amortiguamiento en 165 veredas (zonas rurales) de los municipios de Aguadas, Anserma, Aránzazu, Belalcázar, Chinchiná, Filadelfia, La Merced, Manizales, Neira, Pácora, Palestina, Riosucio, Risaralda, Salamina, San José, Supía y Villamaría

### Monumento nacional
Además del paisaje cultural cafetero como patrimonio de la humanidad, se encuentran otros sitios en el departamento que son declarados monumentos nacionales de Colombia, los bienes de interés cultural de carácter nacional y el patrimonio inmaterial cultural, nombrados por el Ministerio de Cultura a través del Consejo Nacional de Patrimonio; estos son los más representativos:
- Centro histórico de Aguadas.
- Centro histórico de Salamina.
- Centro histórico de Marmato.
- Centro histórico de Manizales.
- Capilla La Enea (Manizales).
- Concentración Escolar Juan XXIII (Manizales).
- Torre Herveo y Estación del Cable (Manizales).
- Escuela de Bellas Artes (Manizales).
- Estación del Ferrocarril (Manizales).
- Estación del Ferrocarril (Chinchina).
- Estación del Ferrocarril (La Dorada).
- Carnaval de Riosucio.

## Economía
La economía del departamento es diversa, esto dado en gran medida por la amplitud de ecosistemas y climas, que ofrece el territorio caldense, ampliando las posibilidades en su economía; el sector de prestación de servicios representado por el comercio, el transporte,  las comunicaciones y la banca, son un fuerte del departamento, y el sector agropecuario representado principalmente por el café, representa una fuente importante de ingresos además de ser un elemento identidario para la región, la ganadería también se encuentra presente; en cuanto a manufactura, sobresalen la industria metalmecánica y los productos textiles y de confecciones, también cuenta con el sector minero focalizado en el oro principalmente, actualmente el turismo ha adquirido importancia a nivel departamental.
Caldas ocupa el puesto 14.º de 33.º a nivel nacional en cuanto a PIB (nominal) con un total de US$ 8.860 millones y con un PIB per cápita de US$ 9.021, se ha convertido en el segundo del Eje cafetero después de Risaralda, en el 2012 representó el 1,4% del PIB nacional, además de contar con una tasa de desempleo del 9,2% en 2013; en el escalafón de competitividad nacional ocupó el puesto 7.º de 29.º (2012-2013).
Los principales productos de exportación de Caldas para el 2014 fueron el café (68,1%), refrigeradores (5,8%), desperdicios de cobre (4,4%), layas, palas y hachas (3,5%) y productos de confitería (3,1%), siendo los principales destinos los indicados en la tabla.

### Sector primario

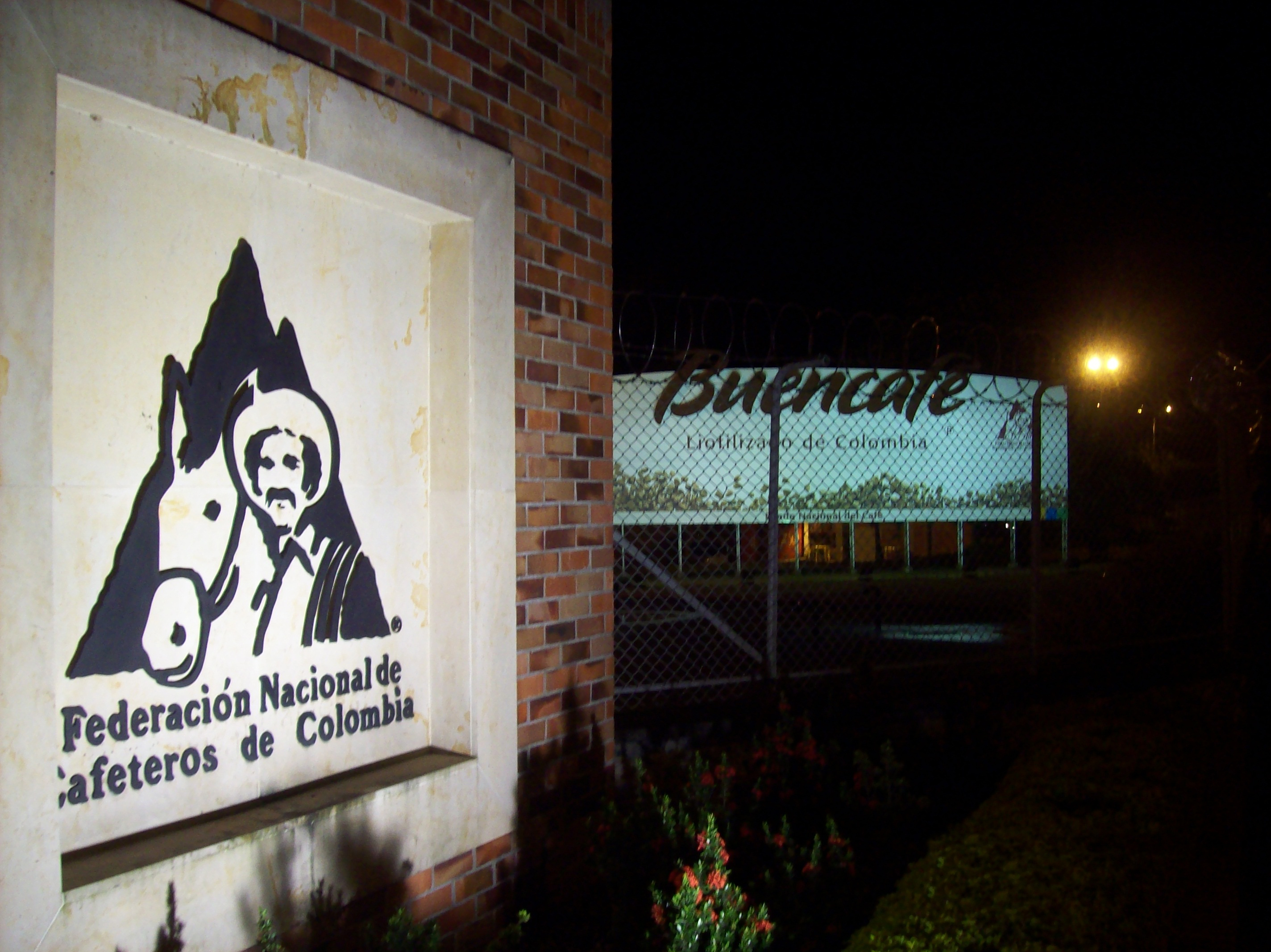
Fábrica de Café Liofilizado, Buencafe en Chinchina.

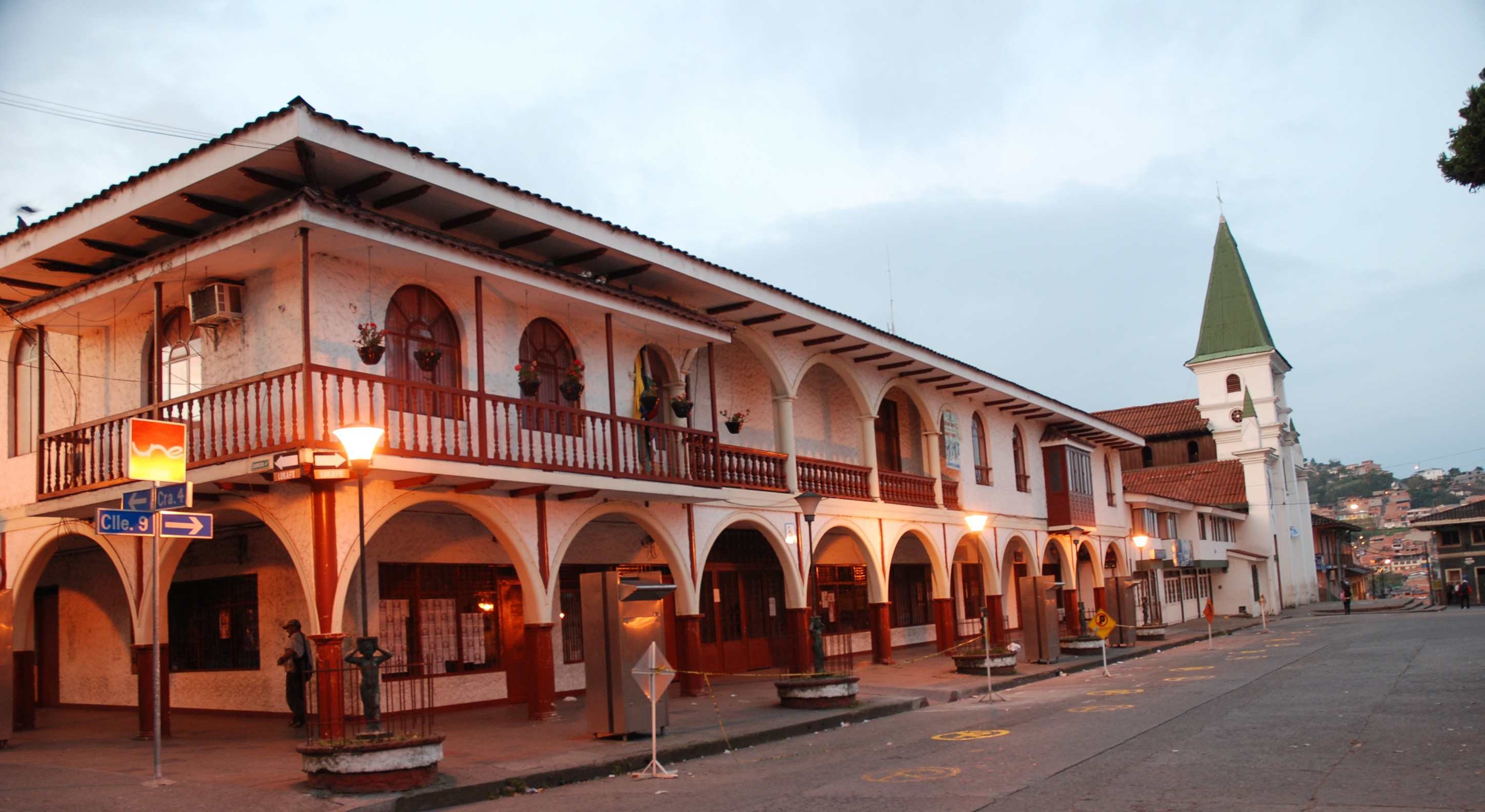
Villamaría, municipio reconocido por sus termales.

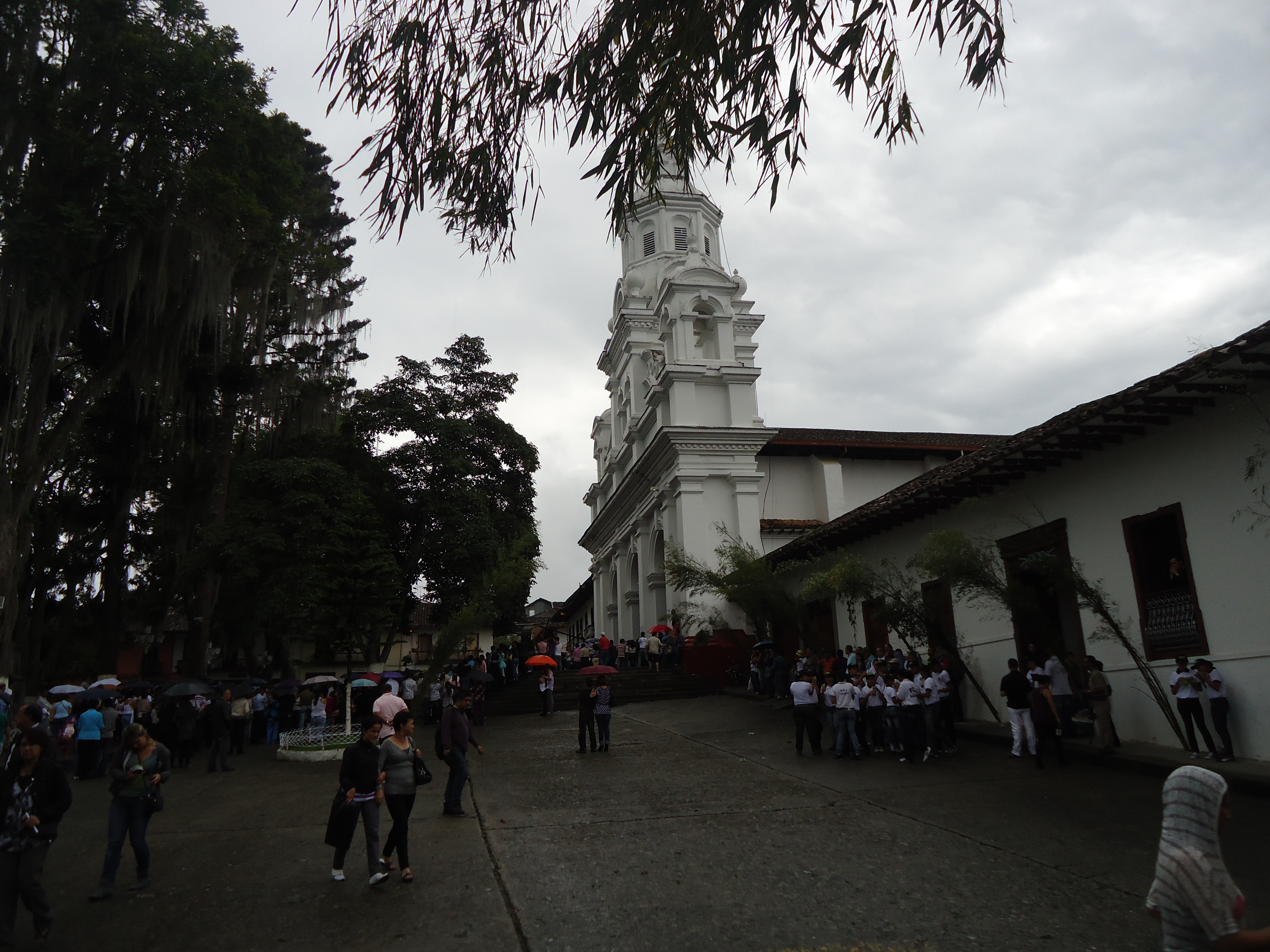
Salamina, sitio turístico de Caldas.

La Agricultura en Caldas ocupa un segundo lugar en su economía, este sector representado en su mayoría por el cultivo de café, convirtiendo a Caldas en el segundo productor a nivel nacional con el (15%) después de Antioquia, su principal procesadora de grano a nivel departamental se encuentra en Chinchiná; además del café se cultivan otros productos como el plátano, la macadamia, feijoa, la caña de azúcar, soya, limón, granadilla, aguacate, remolacha, pepino cohombro, caña panelera, habichuela y zanahoria, entre otros.
La ganadería se encuentra sobre todo en el territorio caldense pero mayormente o principalmente en el Valle del río Magdalena, tierras del municipio de La Dorada, debido a sus vastas planicies ofrecen un suelo rico para los ganaderos de la región.
Cuenta con minas de mercurio y antimonio, alambre y caolines, pero más importante todavía, el oro que ha sido históricamente explotado en el departamento se reconoce sobre todo a Marmato por ser el lugar de explotación de oro más antiguo del país y ser un atractivo turístico de este municipio.

### Sector secundario
En cuanto industria, se destacan productos textiles y de confecciones, químicos, metalmecánica, madera, cemento y licores, este último representado por La Industria Licorera de Caldas.

### Sector terciario

#### Turismo
El turismo también aporta a la economía del departamento sobre todo en el subregión Centrosur donde se encuentra la mayor parte de los atractivos turísticos. Podría decirse que el mayor atractivo turístico no solo del departamento sino de la región es el volcán nevado del Ruiz del parque nacional natural Los Nevados; los termales cercanos a las poblaciones de Manizales y Villamaría también atraen a turistas que buscan relajación. En Manizales se concentra el sector turístico, también la vereda Santagueda (Palestina) es atractiva por sus balnearios, las diferentes actividades deportivas y los sitios arquitectónicos e históricos que atraen a extranjeros. En Chinchiná las fincas cafeteras y sus respectivos cafetales son visitados por aquellas personas que buscan saber mucho más acerca del café, las diferentes festividades de los municipios son grandes atractivos, entre los más representativos se encuentran el carnaval de Riosucio y la Feria de Manizales atraen anualmente a turistas generando importantes ganancias.

## Infraestructura

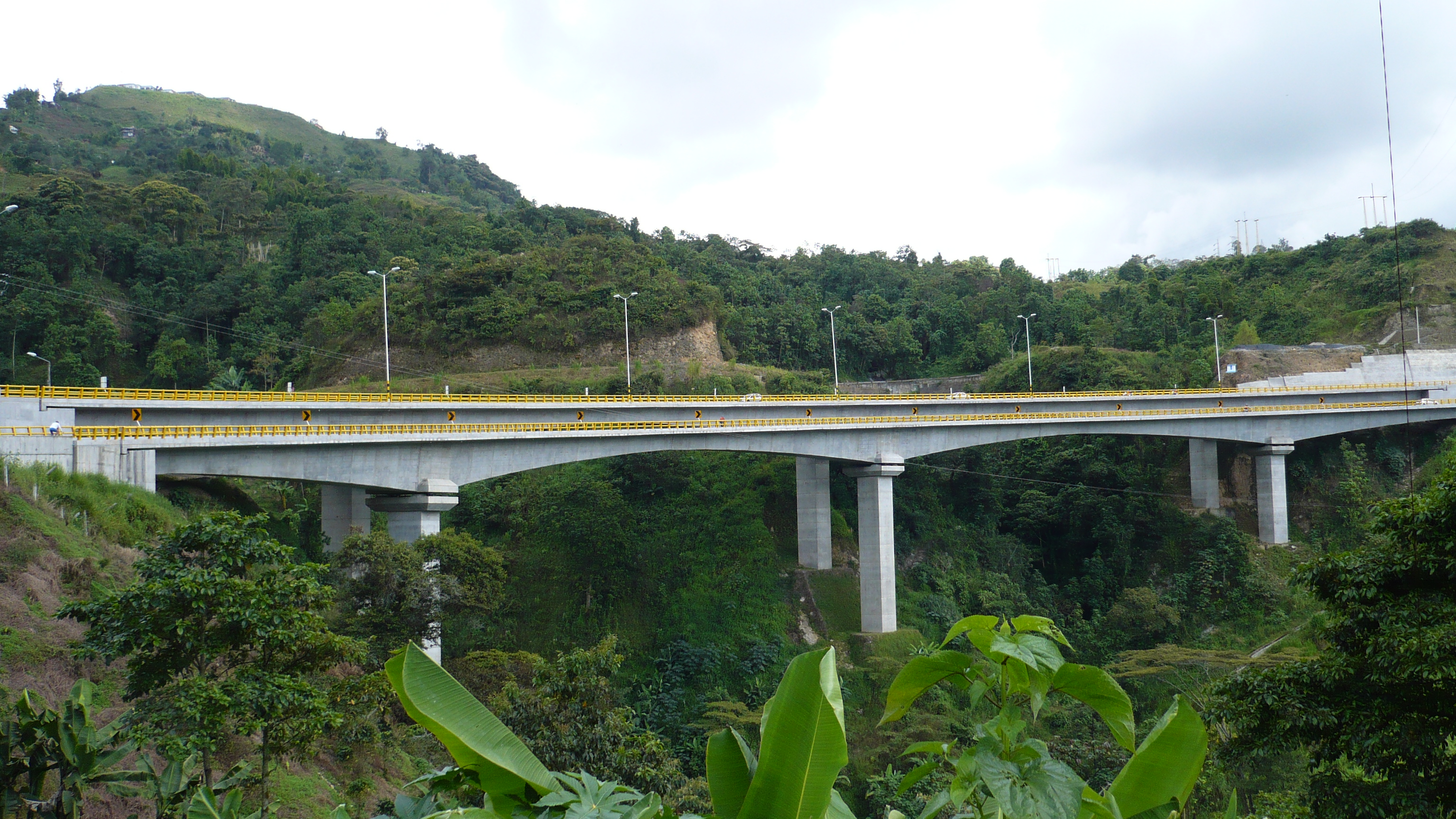
Viaductos La estampilla.

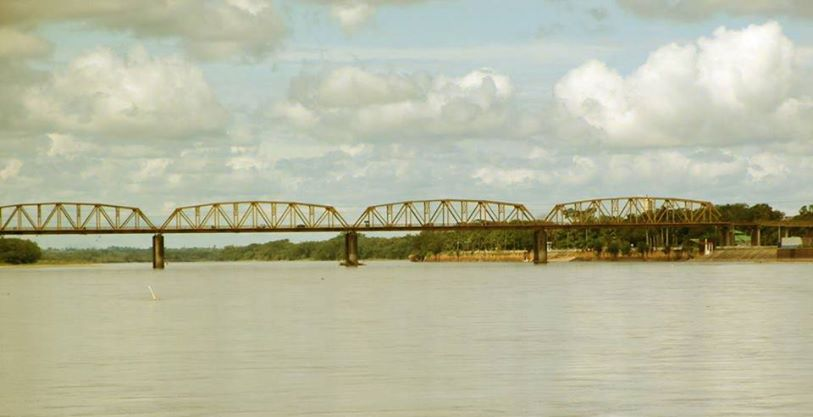
Puente que comunica a La Dorada con Puerto Salgar (Cundinamarca), sobre el río Magdalena.

### Transporte terrestre
El departamento cuenta con vías de carácter primario las cuales lo comunican con el resto del país, todos los municipios se encuentran conectados por carretera entre sí por medio de carreteras de carácter secundario, a su vez estos tienen carreteras que comunican la cabecera del municipio con la zona rural, siendo de tipo terciario. Sin embargo, los municipios del norte se encuentran mejor comunicados que los municipios del centro oriente, donde la red vial no es densa, estas son las carreteras que pasan por el departamento y lo comunican con el resto del país:
- Troncal de Occidente.
- Troncal del Eje Cafetero.
- Troncal del Magdalena.
- Transversal las Animas - Bogotá.
- Acceso a Manizales.

También cuenta con un terminal de transportes, o de pasajeros de donde salen buses y taxis, tanto en el propio departamento como para la comunicación con otros, se encuentra en Manizales; otras modalidades de transporte son los jeep, utilizados particularmente en las zonas cafeteras y las chivas (buses escalera) utilizados frecuentemente en las zonas rurales.
- Terminal de Transportes de Manizales.

### Transporte aéreo
El departamento de Caldas cuenta con un aeropuerto, el cual se encuentra en la capital, Manizales, y es para vuelos nacionales- Actualmente se construye un nuevo aeropuerto en el municipio de Palestina. De los tres departamentos del Eje cafetero, Caldas es el único que no cuenta con aeropuerto internacional.
- Aeropuerto La Nubia.
- Aeropuerto del Café.

### Transporte fluvial

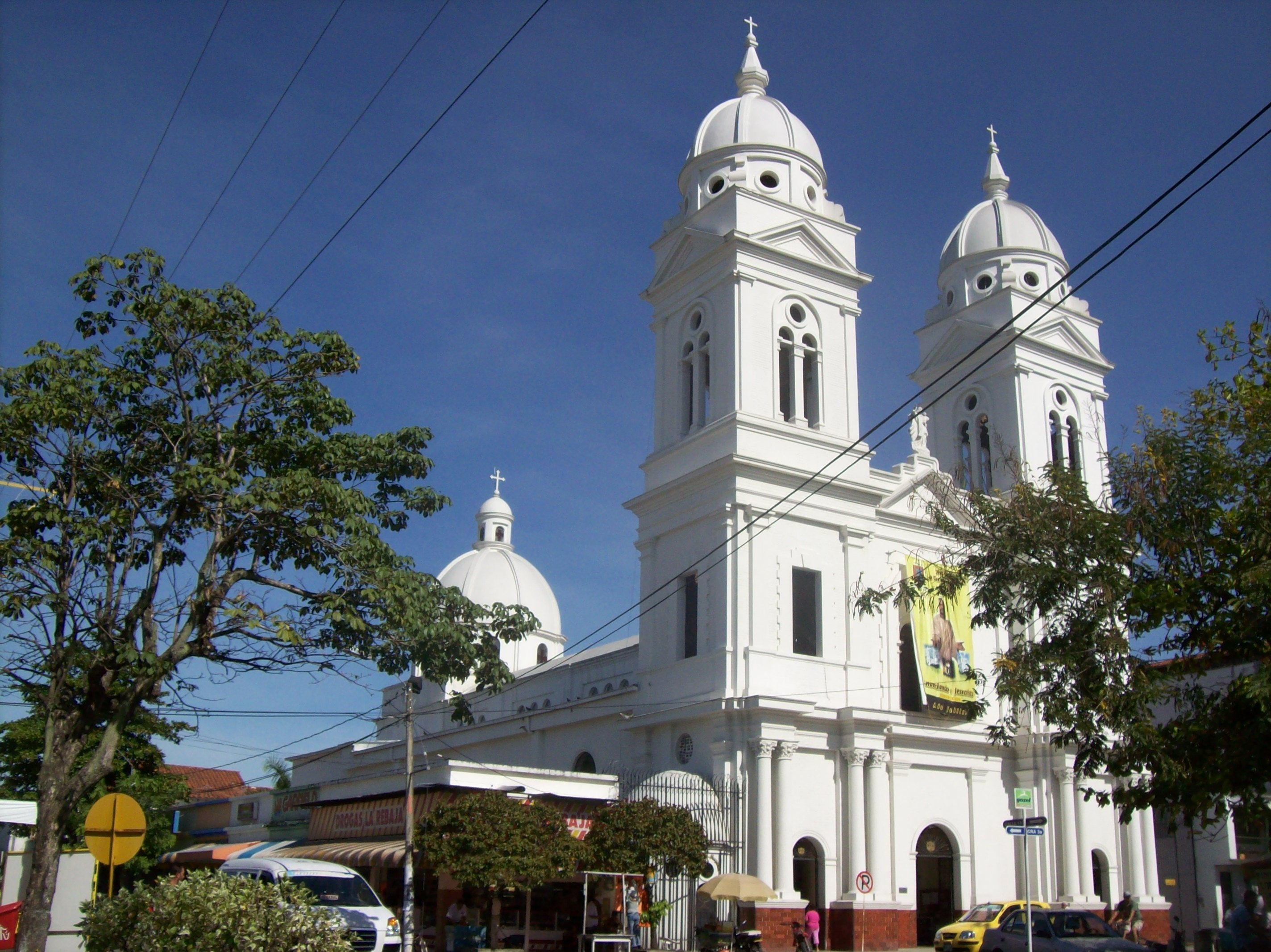
La Dorada, centro ganadero y puerto fluvial.

Solo cuenta con un puerto fluvial, La Dorada, sobre el río Magdalena es el principal y único puerto del departamento, pero actualmente no hay navegación para el transporte de carga hasta el sector de Puerto Berrio.

## Medios de comunicación
En Caldas están disponibles prácticamente todos los servicios posibles de telecomunicación o medios de comunicación, desde teléfonos públicos, pasando por redes de telefonía móvil, redes inalámbricas de banda ancha, centros de navegación o cibercafés, comunicación IP, etc.
Las principales empresas en este sector es UNE; también están presentes TELMEX y Telecom (de Telefónica), principalmente en Manizales.[cita requerida]
En el departamento hay tres operadores de telefonía móvil todos con cobertura nacional y con tecnología GSM, Comcel (Claro Colombia), Movistar (de Telefónica), y Tigo (de la ETB, EPM Telecomunicaciones y Millicom International de Luxemburgo).[cita requerida]
El departamento cuenta con varios canales de televisión de señal abierta terrestre, un canal regional (Telecafé), y los cinco canales nacionales: los 2 privados Caracol y RCN, y los 3 públicos (Canal Uno, Señal Institucional y Señal Colombia). Las empresas de televisión por suscripción ofrecen canales propios como por ejemplo DirecTV. [cita requerida]
En Caldas están establecidas varias emisoras en AM y FM, tanto de cobertura regional como nacional, de las cuales la mayoría son manejadas por Caracol Radio o RCN Radio, aunque hay otras emisoras independientes de gran sintonía; igualmente los municipios cuentan con sus propias emisoras locales. En el departamento, especialmente en Manizales y sus municipios aledaños circulan los periódicos La Patria, Q'hubo y Nuevo Estadio, También circulan los periódicos El Tiempo y el El Espectador ambos de tiraje nacional.[cita requerida]

## Educación

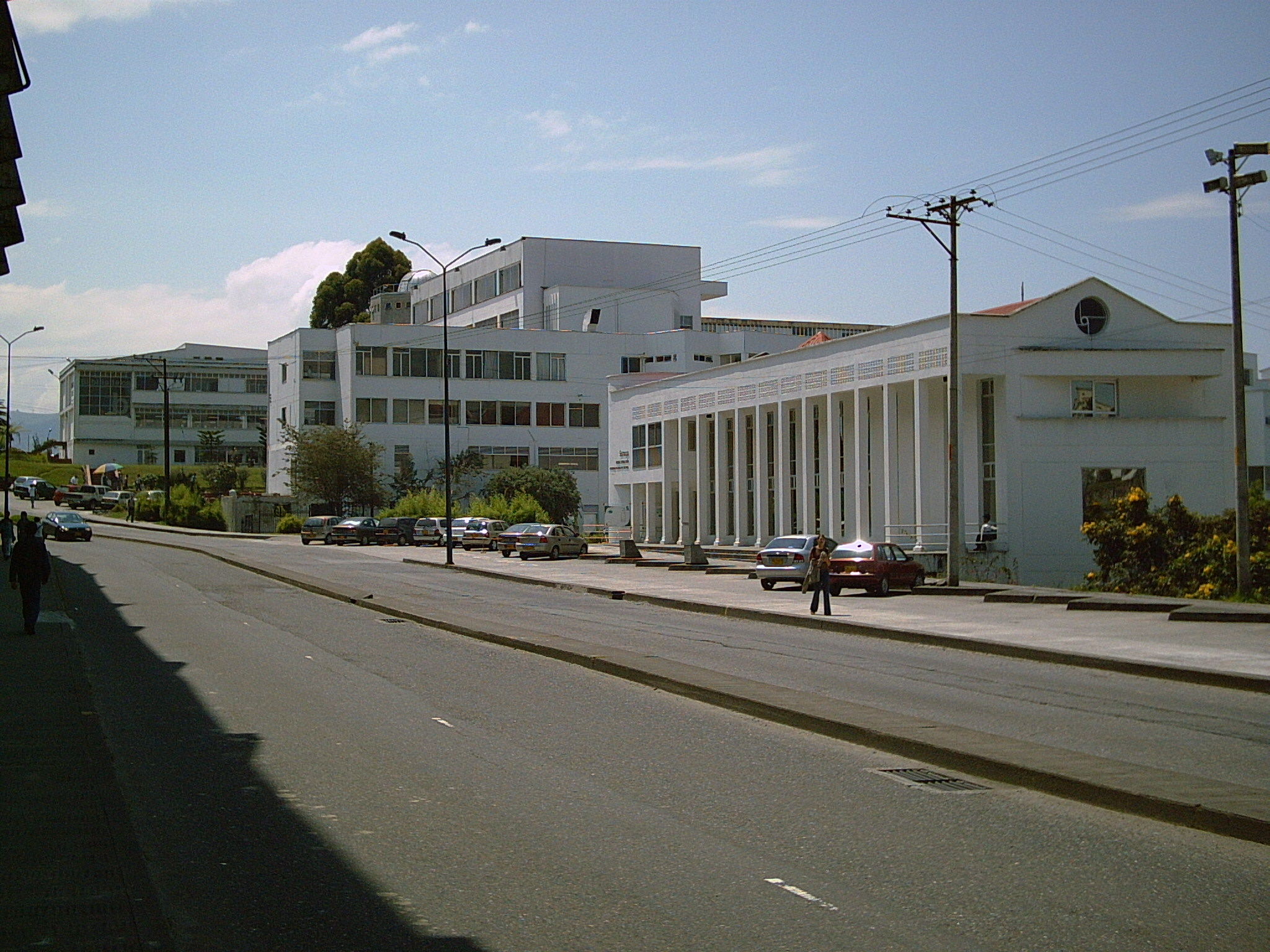
Universidad Nacional de Colombia, sede Manizales.

El departamento es sede de los siguientes centros de educación superior:
| - Manizales - Universidad de Caldas - Universidad Nacional de Colombia, sede Manizales - Universidad Autónoma de Manizales - Corporación Universitaria Remington - Universidad de Manizales - Universidad Católica de Manizales - Universidad Luis Amigó - Universidad Antonio Nariño. - Servicio Nacional de Aprendizaje (SENA) | - Otros Municipios. - Institución de Educación Superior Colegio Integrado Nacional Oriente de Caldas. (Pensilvania, Marquetalia y Manzanares. ) - Corporación de Educación del Norte del Tolima. (La Dorada ) - Escuela Superior de Administración Pública (ESAP) (Manizales, Anserma, Filadelfia, La Dorada, Pacora y Riosucio. ) |

## Cultura
Las manifestaciones culturales en el departamento se ven marcadas necesariamente por la subcultura paisa y la región andina occidental de Colombia. La Feria de Manizales, el Festival de Teatro de Manizales y el Carnaval de Riosucio en la ciudad de Riosucio son no solo un patrimonio departamental y regional importante, sino que tienen proyección nacional e internacional por su colorido, historia y manifestaciones populares y artísticas, también hay fiestas en los otros municipios que conforman el departamento; el deporte también es una manifestación de cultura.

### Gastronomía

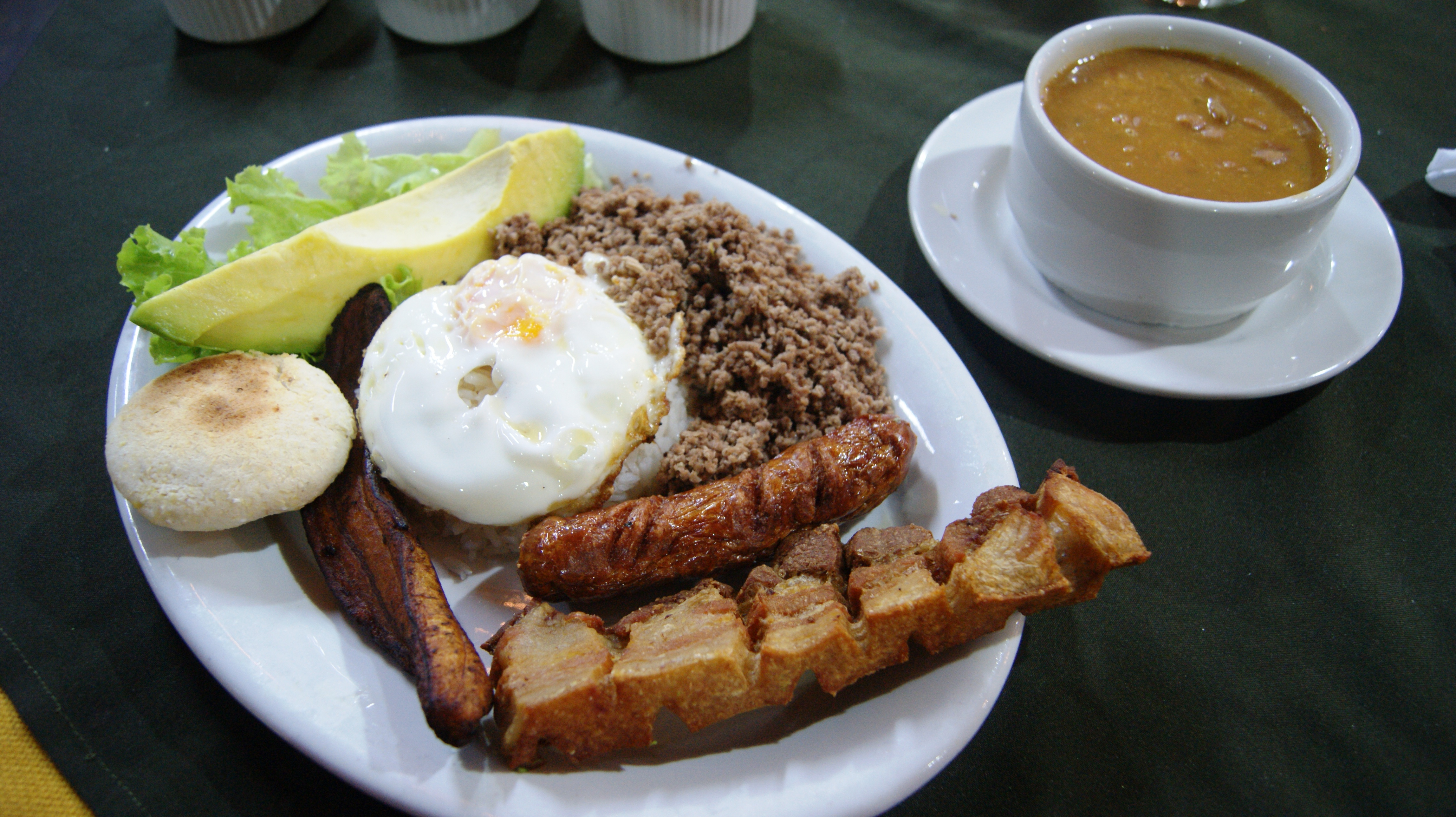
La bandeja paisa es el plato más representativo de la región Paisa (Antioquia, Caldas, Risaralda y Quindío).

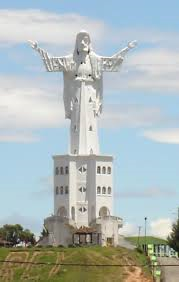
Monumento a Cristo Rey en Belalcázar.

La gastronomía caldense es muy predominante en cuanto se habla de la cultura de dicho departamento, siendo parte esencial de la identidad regional, esta se ve en su mayoría influenciada por la gastronomía antioqueña o paisa, debido a sus antiguos enlaces históricos que tuvo con dicho departamento, esta gastronomía a su vez se influencia por platos gastronómicos de otras partes o regiones de Colombia, también es de relevancia los productos que aquí se cultivan y que de estos dependen los platos representativos de esta región. Entre sus platos más representativos se encuentran los frijoles caldenses, los plátanos maduros, el sancocho de uña y también otros acompañantes como el Hogao, la ensalada caldense de repollo y el encurtido casero que acompañan otras recetas; los platos antioqueños también son parte de la gastronomía cafetera como las arepas y sus variaciones (arepa de mote, chócolo, entre otras) y la bandeja paisa, entre otros; también es muy importante la época del año para realizar algún plato, como en la época decembrina o Navidad, en la cual se preparan natilla y los buñuelos, entre otros platos típicos de esta época.

### Religión

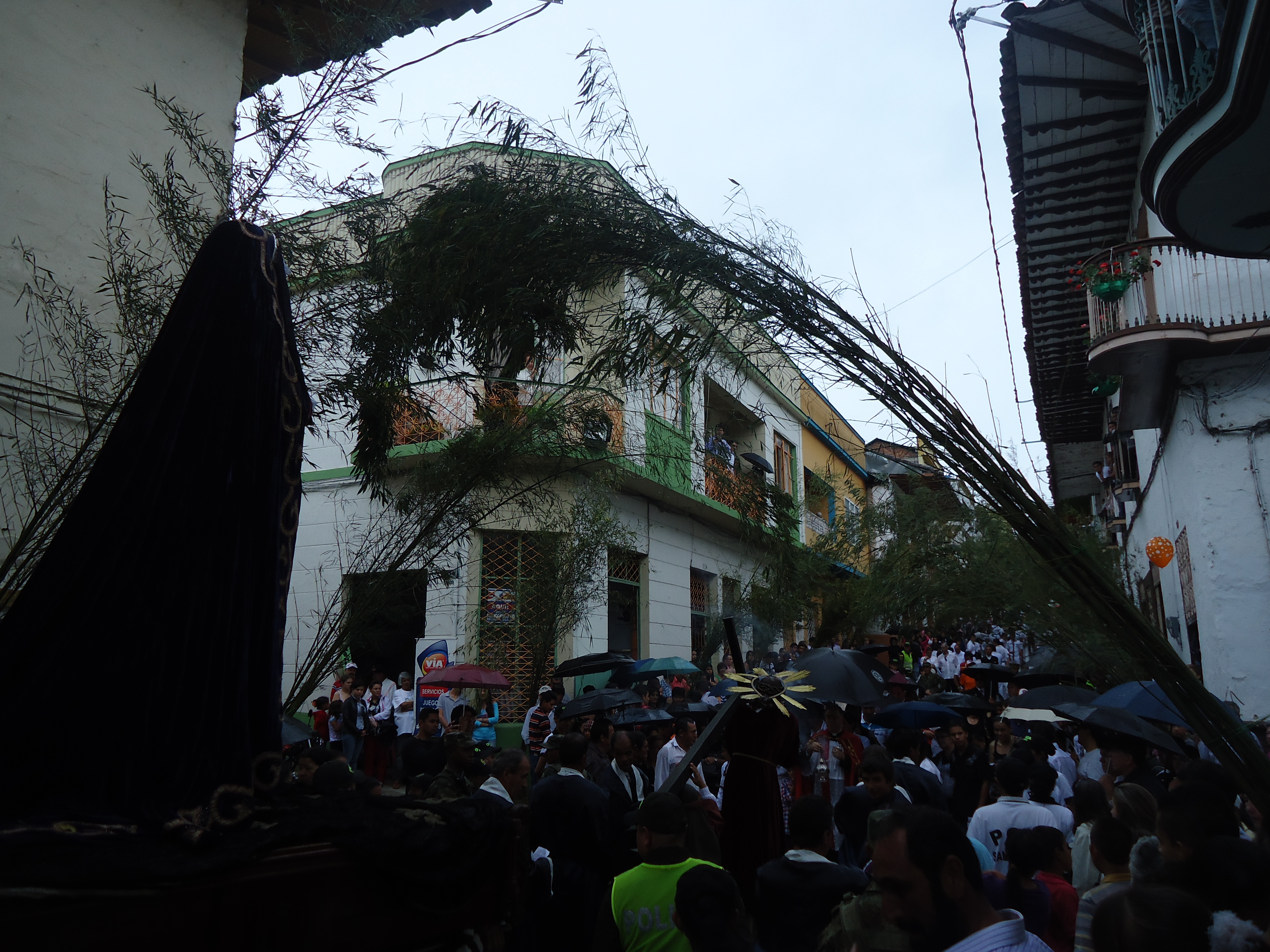
Semana Santa en Salamina.

Casi la totalidad de los habitantes practican el cristianismo, el catolicismo es la principal iglesia cristiana en la región; entre la última semana de marzo y la primera de abril se celebra la Semana Santa en todos los municipios del departamento.

### Arte

#### Artes escénicas
La danza es un factor importante en la manera de manifestación de una sociedad, el pasillo es un presente en Colombia, este baile que se manifiesta de diferentes modalidades en el departamento (toriao, arriao, boliao, arrebatao, a lo desconfiao, sarandiao, a lo acostao y marcao); en la interpretación del pasillo hay dos tipos el fiestero y el de salón. Caldas esta arraigada a las expresiones folclóricas andinas por su ubicación, el bambuco y la guabina son dos danzas presentes en la cultura caldense.

#### Literatura
La literatura hispana ha contado con pequeños personajes oriundos de Caldas que han aportado sus obras a la sociedad, no han sido de carácter muy renombrados pero su aporte es importante no solo para el departamento, sino también para el país.

### Fiestas
| Fiestas de Caldas  |                            |                      |                      |                    |
|                    |                            |                      |                      |                    |
| Feria de Manizales | Noche del Fuego (Salamina) | Manizales Grita Rock | Carnaval de Riosucio | Feria de Manizales |

| - Enero Ver listaFeria de Manizales Carnaval de Riosucio(Bianual) | - Mayo Ver lista | - Septiembre Ver listaFestival Internacional de Teatro (Manizales) |

| - Febrero Ver lista | - Junio Ver listaFeria Nacional de la Horticultura (Villamaría) Fiestas de la Colación (Supía) Fiestas del Samán y el Ecoturismo (Viterbo) Fiestas de la Municipalización y "Concurso nacional de bandas infantiles" (La Merced) Fiestas de San Juan Bautista(Marmato) | - Octubre Ver listaFiestas de Mitos y Leyendas' (San José) Fiestas del Agua (Pácora) Carnavales de Chinchina (Chinchiná) Fiestas del Recuerdo (Palestina) Fiestas de la Cordillera (Marquetalia)( Bianual) Fiestas del Oro(Marmato) (Bianual) Fiestas de la Cabuya( Aránzazu ) (Bianual) Reinado de la Cordialidad (Manzanares) (Bianual) |

| - Marzo Ver listaFiestas Cafeteras (Chinchiná) Exposición Equina (Manizales) | - Julio Ver listaFiestas Patronales de la Virgen del Carmen (San José) Ferias y Fiestas de La Ceiba (Victoria) | - Noviembre Ver listaFiestas Nacionales del Corcho (Neira) Fiesta de la Fraternidad y del Civismo (Risaralda) Fiestas del Paisaje (Belalcázar) Fiestas de la Inmaculada Concepción, Noche del Fuego (Salamina ) Festival de la Papa, la Leche y la Arriería(Marulanda ) Carnaval del Río y el Sol (La Dorada ) Festival de Mitos y Leyendas (San José ) Fiestas de la Iraca (Aguadas)(Bianual) |

| - Abril Ver lista | - Agosto Ver listaFestival Nacional del Pasillo (Aguadas) Festival de la Cordialidad (Manzanares) Festival de los Palenques (Samaná) Encuentro de la Palabra (Riosucio) Feria y Reinado Nacional de la Seda; Fiestas del Regreso(Anserma) Ferias y Fiestas del Aguacate (Norcasia) Fiestas del Hacha (Pensilvania) | - Diciembre Ver listaFiestas del Aire (Salamina) Fiestas del Bizcochuelo (Filadelfia) |

### Deporte
Las actividades deportivas, se realizan exclusivamente en Manizales, por tener los escenarios deportivos más aptos del departamento; Caldas es sede de varios equipos en los diferentes torneos del país y cuna de importantes deportistas, ha participado en los Juegos Deportivos Nacionales desde sus inicios y ha sido sede en dos ocasiones, cuenta con un equipo en la primera división: Once Caldas, también con equipos semi-profesionales en ligas menores o campeonatos juveniles, tres equipos representan a Caldas y Manizales en tres torneos diferentes: en la Copa Profesional de Microfútbol el «Real Caldas FS» y en la Copa Profesional de Microfútbol Femenina el «Real Caldas» y el «Club Deportivo Lineal» —ahora sección de fútbol sala del «Once Caldas»—, Un equipo caldense participa en la «Copa Invitacional FCB» del Baloncesto Profesional Colombiano fundado en 2012, el Once Caldas de Manizales representa al departamento.

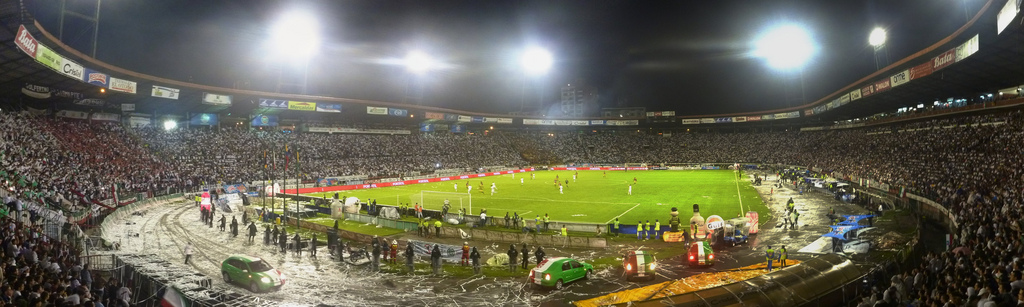
Estadio Palogrande.

## Símbolos

### Escudo
Trae un campo de oro, una montaña de tres cimas, dos de sinople y la más alta de plata, surmontada de granadas en su color, rajada de gules, tallada y follada de sínople, todo adiestrado y siniestrado de sendos ríos de azul.
Las montañas del escudo interpretan la comarca caldense la montaña de selva y la cima nevada del Ruiz, entre los ríos Cauca y Magdalena, que aparecen encerrándolos. Una granada, fruto del granado completa el escudo como símbolo heráldico de la tierra colombiana, que todavía lo conserva en el escudo nacional.

### Bandera
Se compone de los colores amarillo y verde, dispuestos verticalmente en partes iguales, de manera que la parte amarilla corresponde al asta de la bandera. Las medidas normales de la bandera son: largo total 1.50 y ancho 1.05. Su color amarillo (oro) simboliza, nobleza, magnanimidad, riqueza, poder, constancia y sabiduría, el verde esperanza, fertilidad y amor por el agro.

### Himno
Con motivo de la celebración del septuagésimoquinto aniversario de la fundación del departamento en 1980, Guillermo Ceballos Espinosa presentó a la Gobernación de Caldas, por encargo de su titular Dilia Estrada de Gómez, el himno que fue adoptado para solemnizar dicha efemérides y que siguieron interpretando las bandas de música y los planteles de educación de esta sección del país en retretas y actos oficiales con gran aceptación.
La letra y música del himno del departamento de Caldas es de la autoría de Guillermo Ceballos Espinosa, destacado hombre cívico e historiador de Manizales, los arreglos son de Fabio Miguel Fuentes. Fue adoptado en 1997, siendo gobernador del departamento Ricardo Zapata Arias.
| CORO ¡Viva Caldas! Espléndida comarca; de virtudes glorioso caudal de Colombia modelo que marca el compás de su marcha triunfal. | I Descendientes de casta bravía; de los Andes magnífica luz, somos raza donde arde la vida con destellos de ciencia y salud. | II Salve Caldas comarca pionera de progreso fecundo vergel; salve cuna de raza procera de Colombia parcela más fiel. |